# 2. November
Der 2. November ist der 306. Tag des gregorianischen Kalenders (der 307. in Schaltjahren), somit bleiben 59 Tage bis zum Jahresende.

## Ereignisse

### Politik und Weltgeschehen
- 1410: Im Bürgerkrieg der Armagnacs und Bourguignons wird der Vertrag von Bicêtre unterzeichnet, der die Auseinandersetzung zwischen beiden Lagern beenden soll. Die Vereinbarung wird jedoch in der Folgezeit nicht eingehalten, so dass der Konflikt bereits wenige Monate später wieder ausbricht und erst mit dem Vertrag von Arras im Jahr 1435 ein Ende findet.

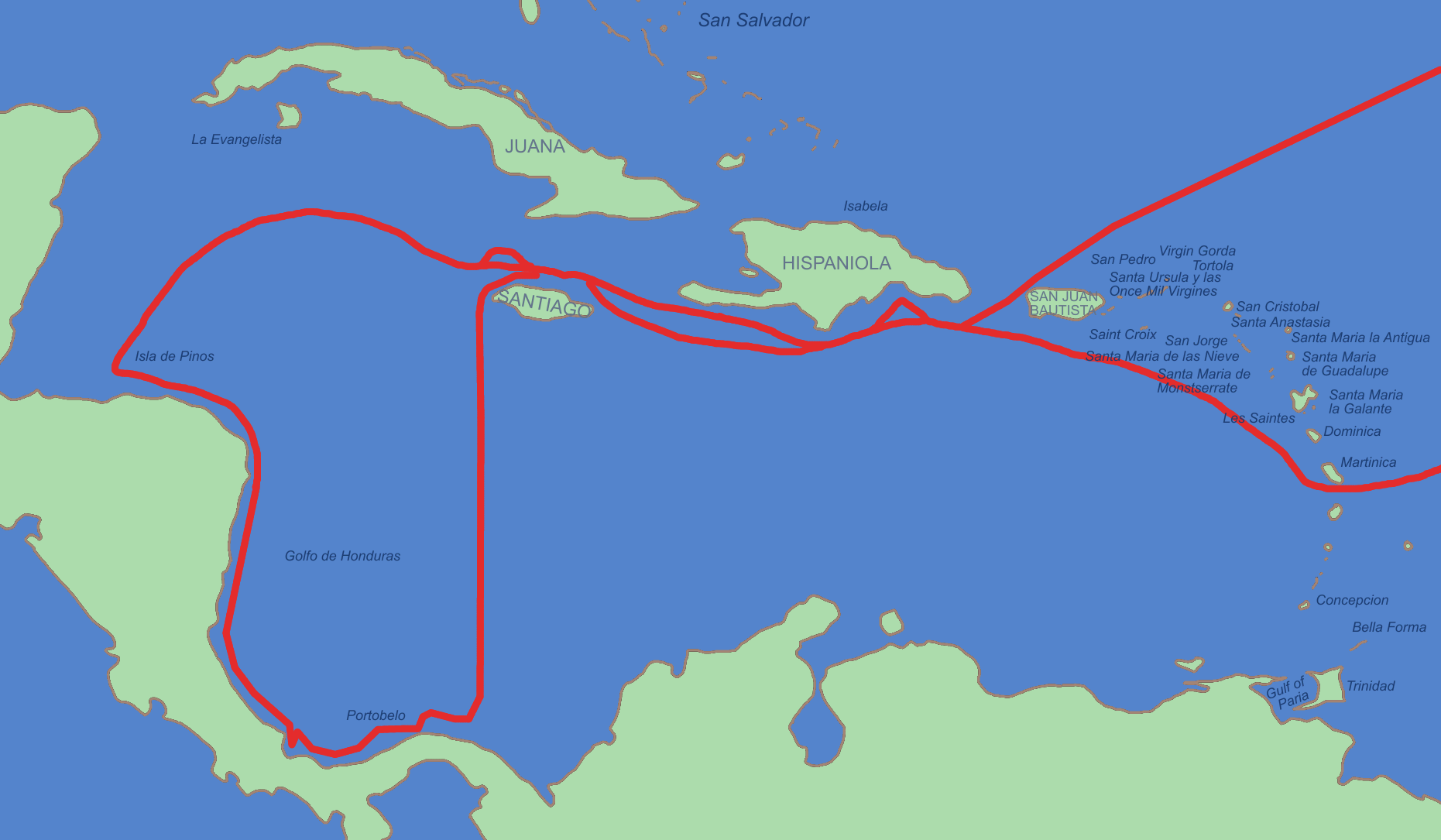
1502: Kolumbus’ vierte Reise

- 1502: Christoph Kolumbus erreicht bei seiner vierten Reise eine Bucht im heutigen Panama, der er Qualitäten als „schöner Hafen“ attestiert. Dort entsteht später die Stadt Portobelo.
- 1567: Nach dreitägiger Belagerung dringen im Zweiten Hugenottenkrieg 15.000 Hugenotten in die Stadt Le Dorat im Limousin ein und plündern den Ort. Die Kirche St-Pierre du Dorat wird schwer verwüstet.
- 1642: Dreißigjähriger Krieg: Die Schweden unter Lennart Torstensson besiegen die kaiserlichen Truppen in der zweiten Schlacht bei Breitenfeld.

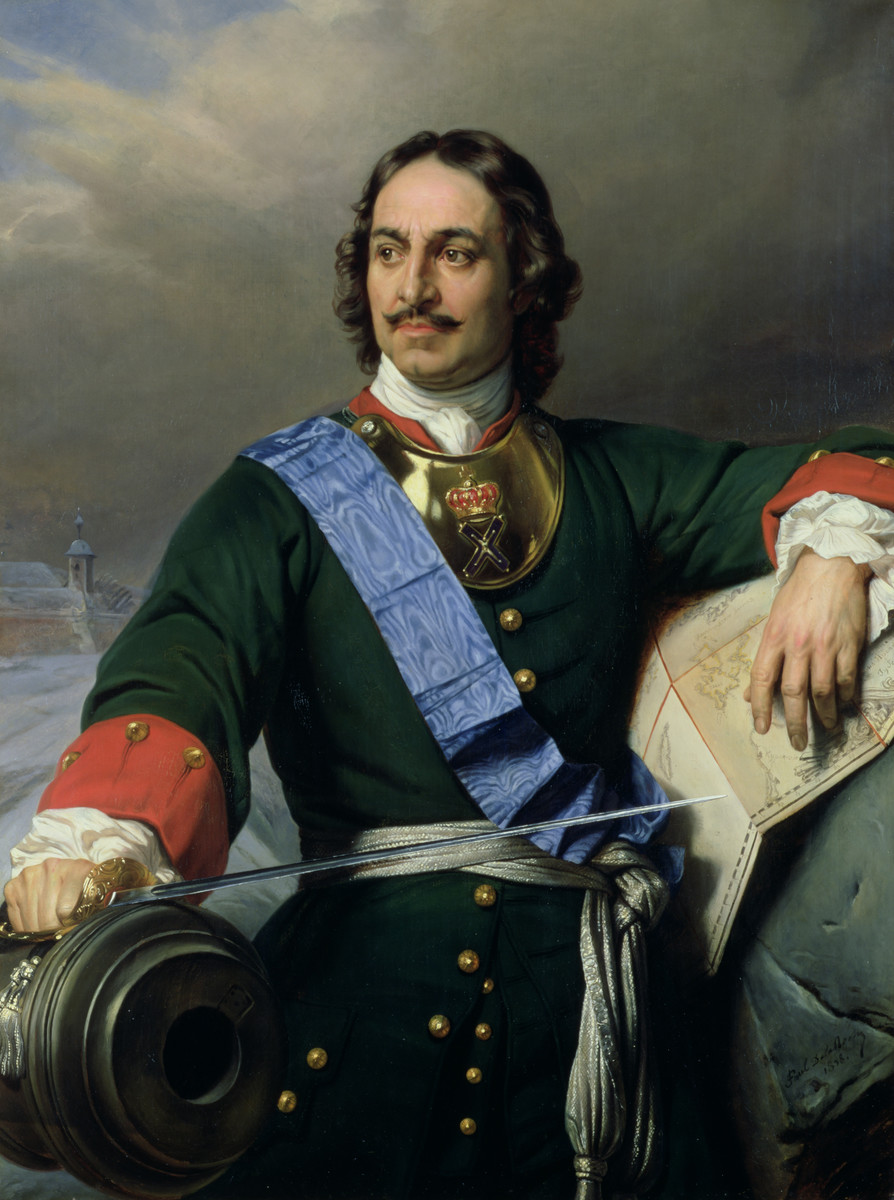
1721: Peter der Große

- 1721: In Sankt Petersburg lässt sich Zar Peter I. der Große zum Kaiser des Russischen Kaiserreiches ausrufen.
- 1782: Kaiser Joseph II. erlässt im Rahmen des Josephinismus das Toleranzpatent für die Juden, das ihnen bessere wirtschaftliche Betätigung eröffnet und Beschränkungen in der Religionsausübung aufhebt.
- 1789: Der Kirchenbesitz in Frankreich wird im Zuge der Französischen Revolution von der Nationalversammlung säkularisiert.

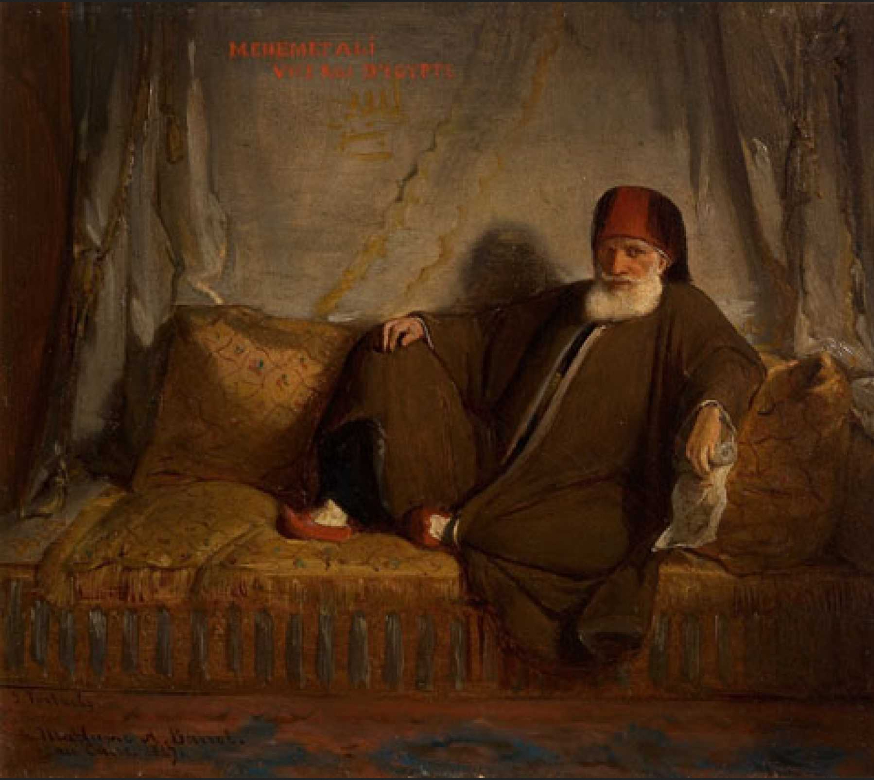
1805: Mohammed Ali Pascha

- 1805: Muhammad Ali Pascha macht sich zum Statthalter des Osmanischen Reiches in Ägypten.
- 1813: König Friedrich I. von Württemberg wechselt auf die Seite der Verbündeten im sechsten Koalitionskrieg gegen den französischen Kaiser Napoleon über. Österreich hat ihm im Vertrag von Fulda Zusicherungen zum Bestand seines Königreiches gegeben.
- 1852: Der Kandidat der Demokraten, Franklin Pierce, gewinnt die Präsidentschaftswahl in den Vereinigten Staaten 1852 gegen Winfield Scott von der United States Whig Party. Weitere Kandidaten sind John Parker Hale von der Free Soil Party und Daniel Webster von der Union.
- 1879: Die peruanische Stadt Pisagua, ein Hauptausfuhrhafen für Salpeter, wird im Salpeterkrieg von den Truppen Chiles erobert.
- 1889: North Dakota tritt als 39., South Dakota als 40. Staat den USA bei.
- 1912: Während des Ersten Balkankriegs endet die Schlacht von Lüleburgaz mit einem bulgarischen Sieg.
- 1914: Russland erklärt dem Osmanischen Reich, das auf Seite der Mittelmächte steht, den Krieg.
- 1914: Nach der Versenkung mehrerer britischer Kreuzer erklärt Großbritannien die Nordsee zum Sperrgebiet.
- 1916: Im Zuge der Arabischen Revolte gegen das Osmanische Reich lässt sich der Großsherif Hussein ibn Ali zum König von Arabien ausrufen.
- 1917: In der Balfour-Deklaration sagt der britische Außenminister Lord Balfour dem Vertreter der zionistischen Bewegung, Walter Rothschild, 2. Baron Rothschild, Land in Palästina zur Gründung einer zionistischen nationalen Heimstätte zu.
- 1918: In Bayern beschließen Landtag und Staatsregierung mit Zustimmung König Ludwigs III. eine weitreichende Wahlrechts- und Verfassungsreform hin zur parlamentarischen Monarchie mit allgemeinem (Frauen-)Wahlrecht und weitgehend nur noch repräsentativen Aufgaben des Königs. Diese von allen Verfassungsorganen legitimierte Demokratisierung unter Beibehaltung der Monarchie wird jedoch durch Kurt Eisners Umsturz verhindert.
- 1919: In Bautzen wird die Lausitzer Volkspartei als politische Interessenvertretung des sorbischen Volkes gegründet.
- 1924: Als ein Standardinstrument der politischen Meinungsbildung geht in Berlin der Sozialdemokratische Pressedienst an den Start.
- 1930: Haile Selassie wird zum Negus Negeste (König der Könige = Kaiser) von Äthiopien gekrönt.
- 1938: Im Ersten Wiener Schiedsspruch im Gefolge des Münchner Abkommens werden Gebiete mit ungarischer Bevölkerungsmehrheit in der Südslowakei und in der Karpatoukraine von der Tschechoslowakei abgetrennt und Ungarn zugesprochen.
- 1945: Im in Kraft getretenen Kontrollratsgesetz Nr. 4 stellen die Alliierten das deutsche Gerichtswesen wieder auf die vor der NS-Zeit üblichen Gliederung in Amts-, Land- und Oberlandesgerichte um. NSDAP-Mitglieder sind als Richter oder Staatsanwalt ausgeschlossen.
- 1948: Harry S. Truman schlägt in den US-Präsidentschaftswahlen seinen Gegenspieler Thomas E. Dewey.
- 1949: Die Niederlande erkennen die Republik der Vereinigten Staaten von Indonesien als unabhängigen Staat an.
- 1950: Im Koreakrieg kommt es in der Nacht vom 1. zum 2. November erstmals zu Kampfhandlungen zwischen US-Truppen und regulären Einheiten der chinesischen Volksbefreiungsarmee nahe dem Grenzfluss Yalu.
- 1956: Sueskrise: Die UN-Generalversammlung nimmt eine Resolution an, die Großbritannien, Frankreich und Israel zum sofortigen Truppenrückzug aus Ägypten auffordert.
- 1963: Während eines Militärputsches in Saigon wird der südvietnamesische Staatspräsident Ngo Dinh Diem ermordet.
- 1964: König Saud von Saudi-Arabien wird durch einen familieninternen Putsch abgesetzt und durch seinen Halbbruder König Faisal ersetzt.
- 1964: Eine Passierscheinregelung ermöglicht Rentnern aus der DDR den Besuch von Verwandten in Westdeutschland.

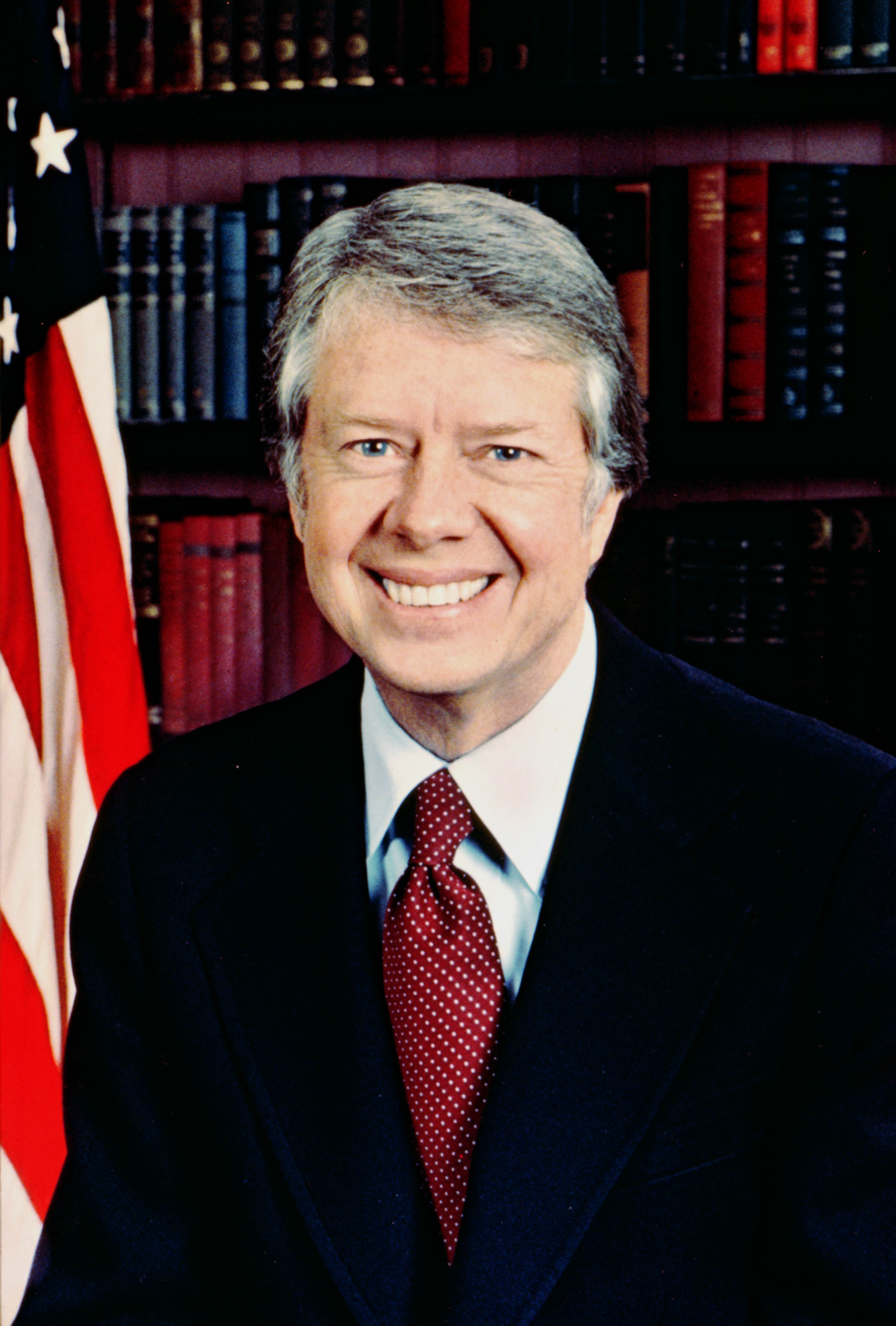
1976: Jimmy Carter

- 1976: Bei den Präsidentschaftswahlen in den USA besiegt der demokratische Kandidat Jimmy Carter als erster Anwärter aus dem Süden seit dem Amerikanischen Bürgerkrieg den Republikaner Gerald Ford.
- 1983: In einem Referendum stimmen die ausschließlich weißen Wähler Südafrikas für eine Verfassungsreform, die sogenannte Reformapartheid, und eröffnen damit den Weg zu einem Dreikammerparlament ohne Beteiligung der schwarzen Mehrheitsbevölkerung.
- 1987: Anlässlich einer sog. Begehung (Demonstration) der Startbahn West am Flughafen Frankfurt Main zum Jahrestag der Räumung des Hüttendorfs werden zwei Polizeibeamte mit einer zuvor geraubten Polizeidienstwaffe erschossen.
- 2003: In Georgien finden die dritten Parlamentswahlen statt, die von Eduard Schewardnadse und seiner Georgischen Bürgerunion gewonnen werden. Wahlbetrug und Wahlfälschung überschatten diese Wahlen und führen in der Folge zur Rosenrevolution.
- 2004: In den USA finden bei hoher Wahlbeteiligung die Präsidentschaftswahlen statt. Präsident George W. Bush gewinnt gegen seinen Herausforderer John F. Kerry und bleibt Präsident.
- 2004: In Amsterdam wird der Filmregisseur Theo van Gogh auf offener Straße von dem islamischen Fundamentalisten Mohammed Bouyeri ermordet.
- 2010: Oberstaufen ist der erste deutsche Ort, der im unter Datenschutzaspekten umstrittenen Zusatzdienst Google Street View straßenweise im Internet betrachtet werden kann.
- 2020: Am Vorabend des zweiten landesweiten Lockdowns ereignete sich ein Terroranschlag in der Wiener Innenstadt.

### Wirtschaft
- 1772: Mit einer Auflage von 350 Exemplaren startet die konservative Tageszeitung Morning Post in London.
- 1810: Im Zuge der Stein-Hardenbergschen Reformen wird die Gewerbefreiheit im Königreich Preußen eingeführt.

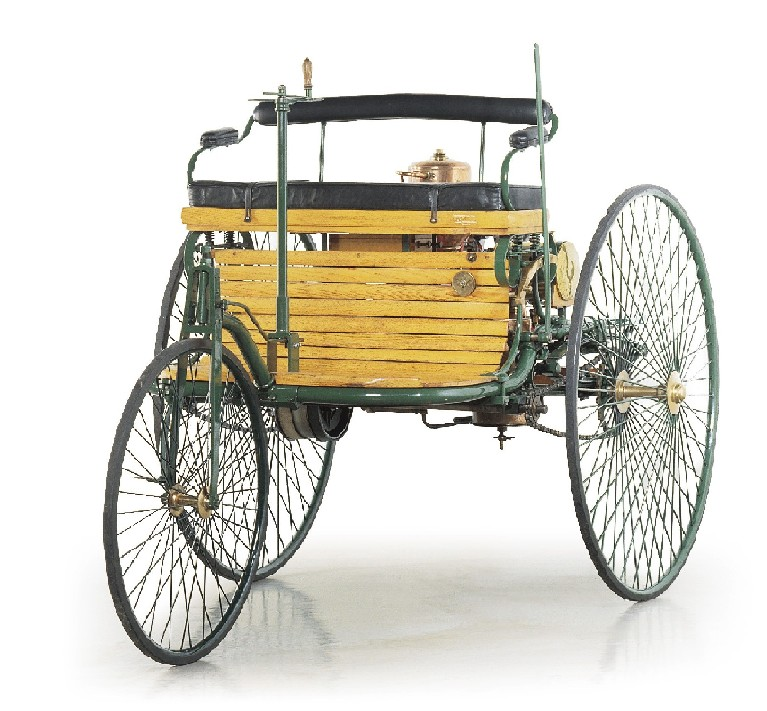
1886: Patent-Motorwagen Nummer 1

- 1886: Das Kaiserliche Patentamt in Deutschland erteilt Carl Benz für das von ihm gebaute Automobil das Patent.
- 1896: Die britische General Accident Co. in London bietet ihren Mitgliedern für zwei Pfund Beitrag die erste Kraftwagenversicherung der Welt an.
- 1897: Der letzte Abschnitt der schottischen Kyle of Lochalsh Line zwischen Inverness und Kyle of Lochalsh wird für den öffentlichen Bahnverkehr eröffnet.
- 1936: Die landesweit sendende Rundfunkanstalt Canadian Broadcasting Corporation (CBC) beginnt ihr Programm.
- 1981: Am Flughafen Frankfurt Main beginnen unter heftigen Protesten die Bauarbeiten für die Startbahn West.

### Wissenschaft und Technik
- 1920: In Philadelphia (Pennsylvania) startet das erste regelmäßige private Radioprogramm der Welt. Der kommerzielle Sender KDKA präsentiert Nachrichten, Musik und Unterhaltung.
- 1936: Mit dem BBC Television Service nimmt der erste regelmäßige, hochauflösende Fernsehsender den Betrieb auf.

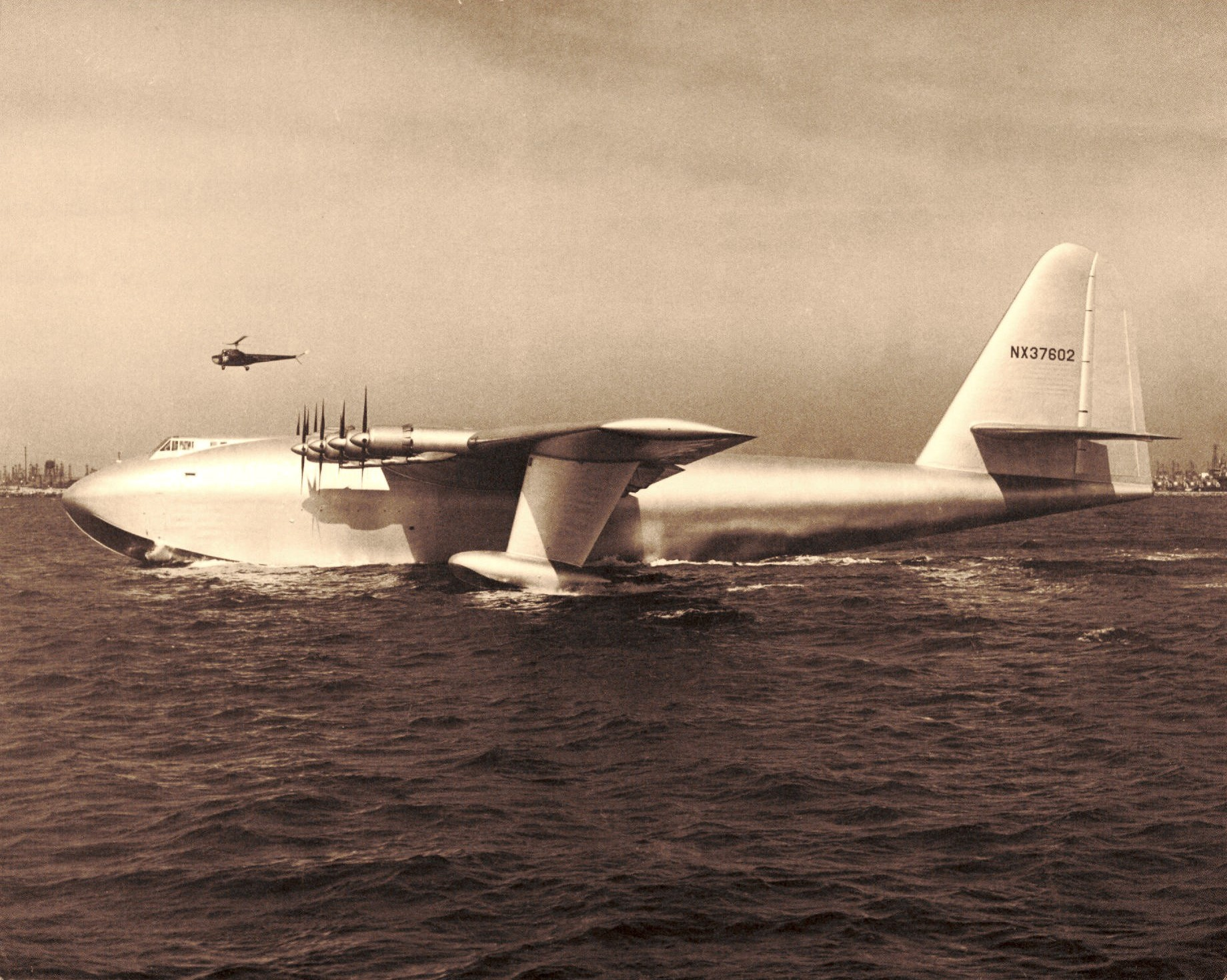
1947: Hughes H-4 Hercules

- 1947: Howard Hughes fliegt vor Journalisten aus aller Welt die von ihm konstruierte Hercules. Es bleibt der einzige Flug dieses gigantischen Flugbootes.
- 1988: Der Informatiker Robert Tappan Morris setzt den ersten Computerwurm für das Internet, den „Morris Worm“, frei.
- 1992: Das Großraumflugzeug Airbus A330 startet zu seinem Erstflug.

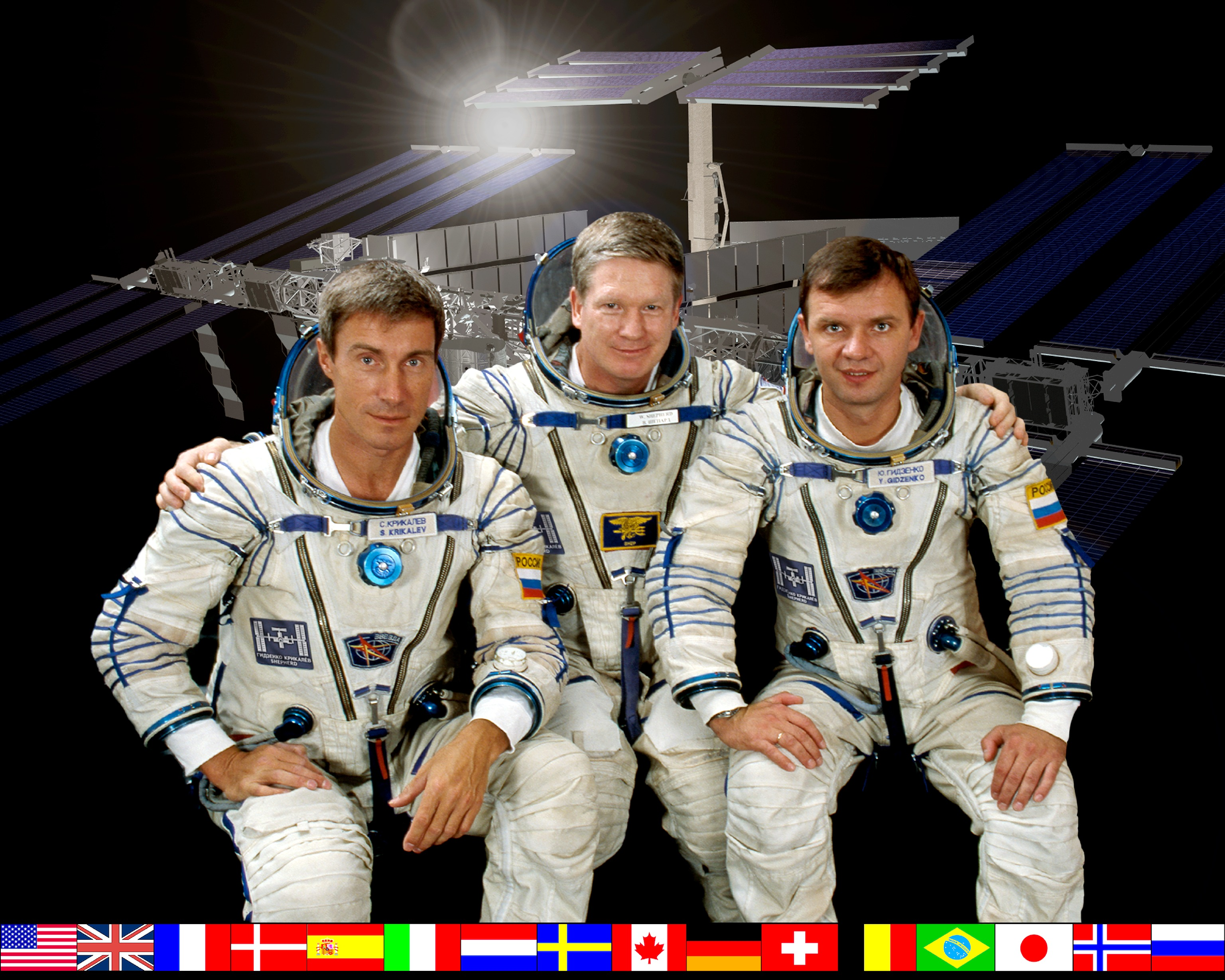
2000: Die Besatzung der ISS-Expedition 1

- 2000: Die drei Mitglieder der ISS-Expedition 1, William McMichael Shepherd, Sergei Konstantinowitsch Krikaljow und Juri Pawlowitsch Gidsenko, treffen als erste Langzeitbesatzung auf der Internationalen Raumstation ein.
- 2006: Durch einen Navigationsfehler bricht der Funkkontakt zur NASA-Raumsonde Mars Global Surveyor endgültig ab.
- 2008: Die NASA-Raumsonde Phoenix sendet zum letzten Mal Telemetrie-Daten zur Erde, danach bricht der Funkkontakt ab.

### Kultur
- 1903: Am New Yorker Broadway öffnet das Lyceum-Theater, das als erstes Gebäude eine komplette elektrische Beleuchtung aufweist und bis in die Gegenwart ständig bespielt wird.
- 1907: Die Uraufführung der Operette Die Dollarprinzessin von Leo Fall findet am Carltheater in Wien statt. Das Libretto der zur „silbernen Operettenära“ zählenden Stückes stammt vom Autorengespann Alfred Maria Willner und Fritz Grünbaum.

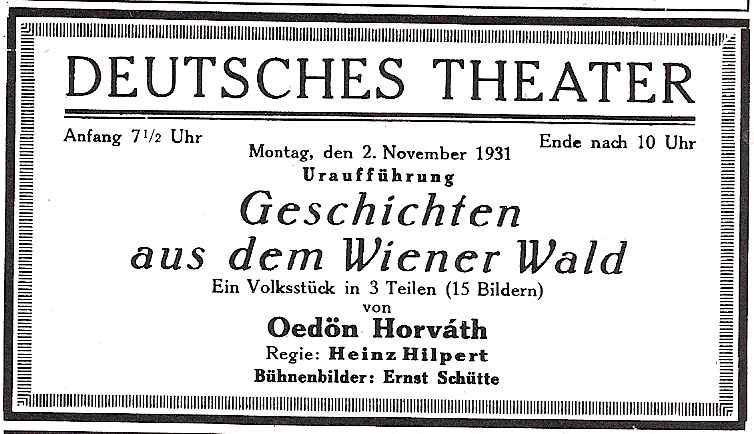
1931: Programmzettel der Uraufführung

- 1931: Geschichten aus dem Wiener Wald von Ödön von Horváth wird unter der Regie von Heinz Hilpert am Deutschen Theater in Berlin uraufgeführt. Mitwirkende sind unter anderem Carola Neher, Peter Lorre, Hans Moser, Paul Hörbiger und Paul Dahlke. Trotz massiver Kritik aus konservativen und rechtsradikalen Kreisen ist dem Stück ein großer Erfolg beschieden.
- 1935: Die Uraufführung der komischen Oper Ero der Schelm (Ero s onoga svijeta) von Jakov Gotovac findet mit dem Komponisten am Dirigentenpult am Kroatischen Nationaltheater in Zagreb statt. Das Libretto stammt von Milan Begović basierend auf einem Stück von Hans Sachs. Das Singspiel wird zum größten Erfolg des Komponisten.
- 1961: Das Stück Andorra von Max Frisch hat am Schauspielhaus Zürich seine Uraufführung.
- 1965: Die Uraufführung der Oper Jacobowsky und der Oberst von Giselher Klebe findet an der Hamburgischen Staatsoper statt.
- 1979: Das später von Miloš Forman verfilmte Theaterstück Amadeus von Peter Shaffer wird in London uraufgeführt.
- 1981: Die Rockband Queen veröffentlicht ihre Greatest Hits. Diese Compilation wird ihr erfolgreichstes Album und verbleibt über zehn Jahre in den Charts.

### Gesellschaft
- 1929: Die Pilotinnen-Vereinigung Ninety Nines wird in den Vereinigten Staaten gegründet.
- 1960: Der Verlag Penguin Books wird in Großbritannien von der Anklage freigesprochen, mit D. H. Lawrence’ Roman Lady Chatterley's Lover Obszönitäten veröffentlicht zu haben.
- 1975: Der offenbar mehrfach von einem Auto überfahrene Filmregisseur Pier Paolo Pasolini wird in der Nähe des Strandes von Ostia aufgefunden. Der Mord konnte bis heute trotz eines Geständnisses von Pino Pelosi nicht vollständig aufgeklärt werden.
- 1979: Der französische Gewaltverbrecher Jacques Mesrine wird von der französischen Polizei nach langer Flucht auf offener Straße mit 19 Schüssen getötet.
- 1982: Der Prozess gegen die Gastwirtin Marianne Bachmeier beginnt, die am 6. März 1981 den Mörder ihrer Tochter Anna im Gerichtssaal erschossen hat.

### Religion
- 0676: Donus wird nach 77-tägiger Sedisvakanz als Nachfolger von Papst Adeodatus II. inthronisiert.
- 1389: Pietro Tomacelli wird vom Konklave zum Papst gewählt und tritt als Bonifatius IX. sein Amt an.
- 1992: Galileo Galilei wird von der römisch-katholischen Kirche formell rehabilitiert.

### Katastrophen

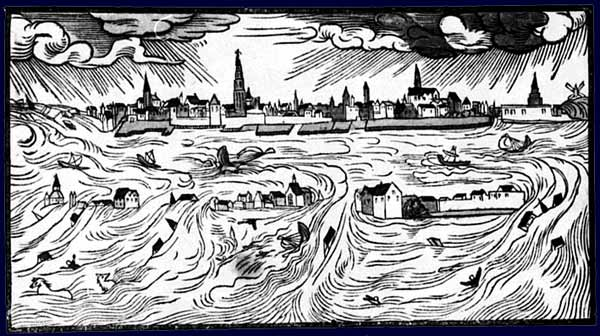
1570:Hochwasser der Schelde

- 1570: Nach dem Hereinbrechen der Allerheiligenflut in den Niederlanden am Vortag setzt sich das Desaster fort. Bei einem Orkan an der Nordseeküste brechen die Deiche von Holland bis Jütland. In den Wassermassen sollen mehr als 20.000 Küstenbewohner ums Leben gekommen sein.
- 1856: Der französische Passagierdampfer Lyonnais kollidiert bei Nantucket mit einer Bark und sinkt am darauf folgenden Tag. 130 der 146 Menschen an Bord sterben.
- 1942: Bei der Versenkung des niederländischen Passagier- und Frachtschiffs Zaandam der Holland-America Line durch das deutsche U-Boot U 174 sterben 134 der 299 an Bord befindlichen Passagiere und Besatzungsmitglieder.

Kleinere Unglücksfälle sind in den Unterartikeln von Katastrophe und in der Liste von Katastrophen aufgeführt.

### Sport
- 1898: Bei einem Endspiel der American-Football-Teams der University of Minnesota und der Northwestern University wird das Cheerleading geboren.
- 1959: Nach einer vorangegangenen Gesichtsverletzung durch einen Puck tritt Jacques Plante als erster Eishockey-Torhüter der Welt mit einer Schutzmaske aus Kunststoff zu einem Spiel an.
- 1991: Australien gewinnt das Finale der Rugby-Union-Weltmeisterschaft in London 12:6 gegen England.
- 2008: Der Brite Lewis Hamilton wird mit einem Punkt Vorsprung vor dem Brasilianer Felipe Massa Weltmeister in der Formel 1. Sein Sieg steht erst im letzten Rennen der Saison fest.
- 2011: Der Profisurfer Kelly Slater wird in San Francisco zum 11. Mal Weltmeister während der Association of Surfing Professionals Welttour.
- 2019: Südafrika gewinnt das Finale der Rugby-Union-Weltmeisterschaft in Tokio 32:12 gegen England.

Einträge von Leichtathletik-Weltrekorden befinden sich unter der jeweiligen Disziplin unter Leichtathletik.

## Geboren

### Vor dem 17. Jahrhundert

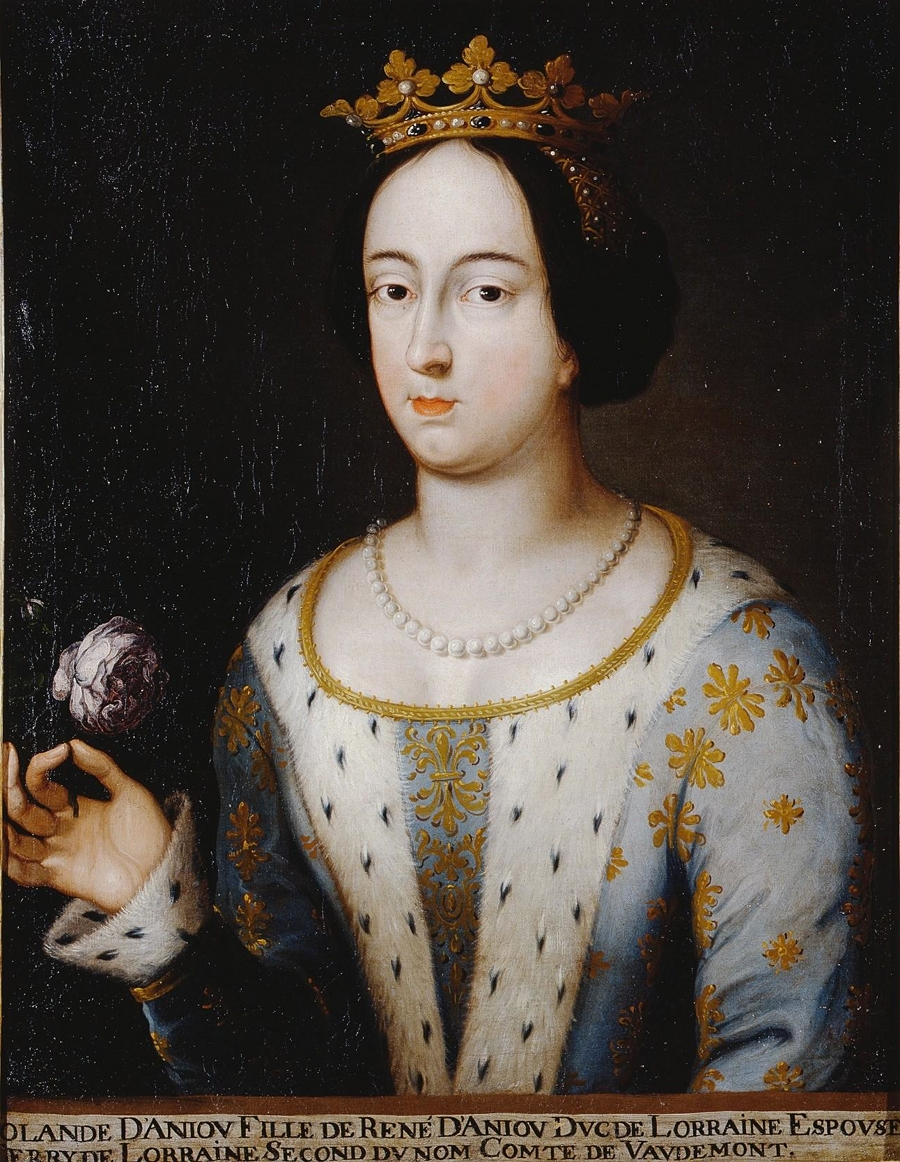
Jolande (* 1428)

- 0644: K’inich K’an Joy Chitam II., Herrscher der Maya-Stadt Palenque
- 1082: Song Huizong, chinesischer Kaiser, Maler und Kalligraph
- 1226: Isabel de Clare, englisch-schottische Adelige
- 1235: Henry of Almain, englischer Höfling
- 1287: Nasr, Emir von Grenada
- 1417: Sejo, 7. König der Joseon-Dynastie in Korea
- 1428: Jolande, Herzogin von Lothringen und Titularkönigin von Jerusalem
- 1475: Anne of York, englische Prinzessin
- 1528: Petrus Lotichius Secundus, deutscher Gelehrter, Mediziner und neulateinischer Dichter
- 1545: Ernst Ludwig, Herzog von Pommern-Wolgast
- 1549: Anna von Österreich, österreichische Erzherzogin und Königin von Spanien und Portugal
- 1560: Albrecht Manuel, Schultheiss von Bern
- 1572: Henri I. de Savoie-Nemours, Herzog von Nemours, Pair von Frankreich
- 1575: Wolfgang Werther Mühlpfordt, deutscher Rechtswissenschaftler
- 1580: Marco Aurelio Severino, italienischer Anatom und Chirurg
- 1585: Rudolf Hieronymus Eusebius von Colloredo-Waldsee, böhmischer Adliger, Feldmarschall, Gouverneur von Prag
- 1591: August Buchner, deutscher Lyriker und Literaturtheoretiker
- 1594: Ernestine von Ligne, Gräfin von Nassau-Siegen

### 17. bis 18. Jahrhundert

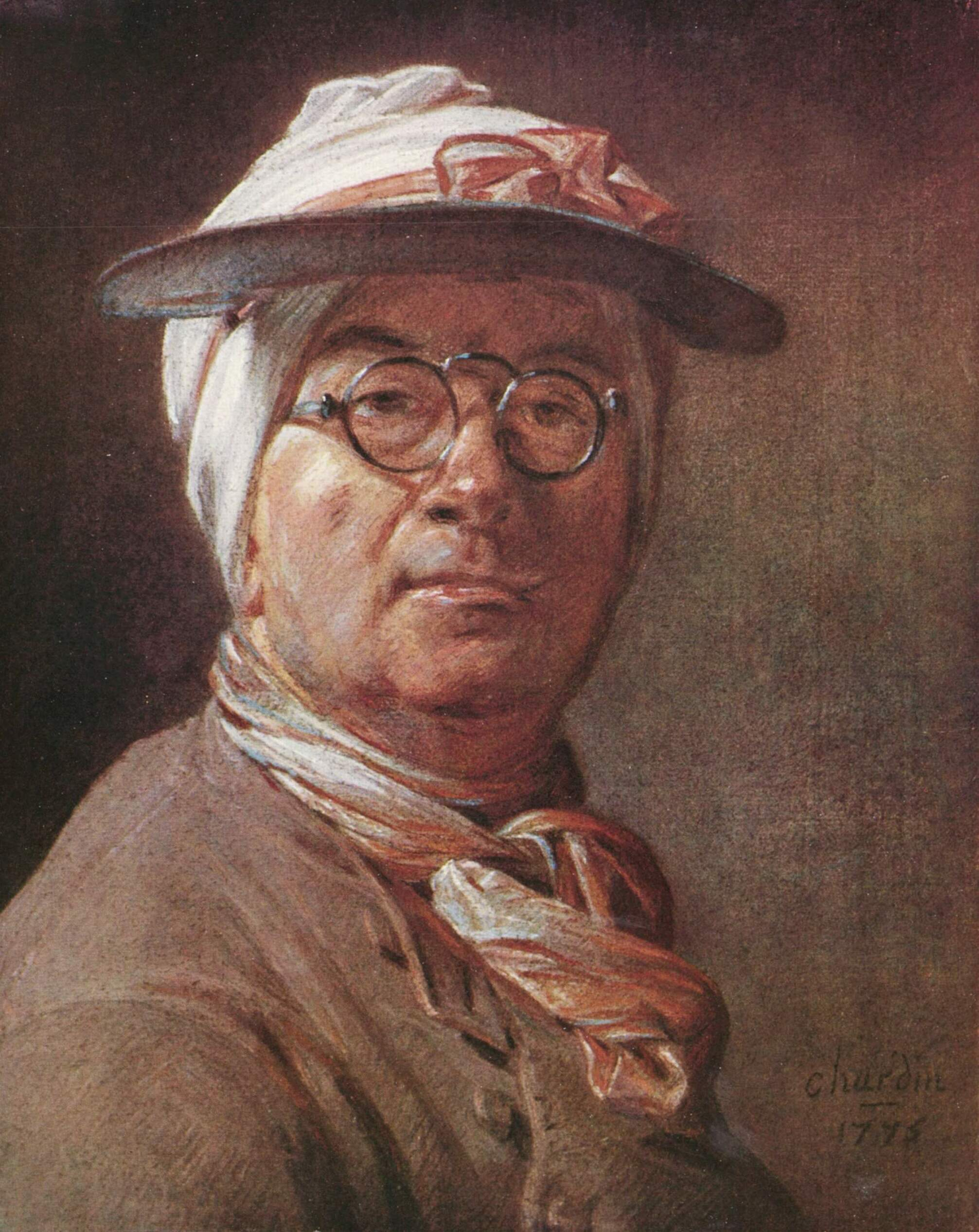
Jean Siméon Chardin (* 1699)
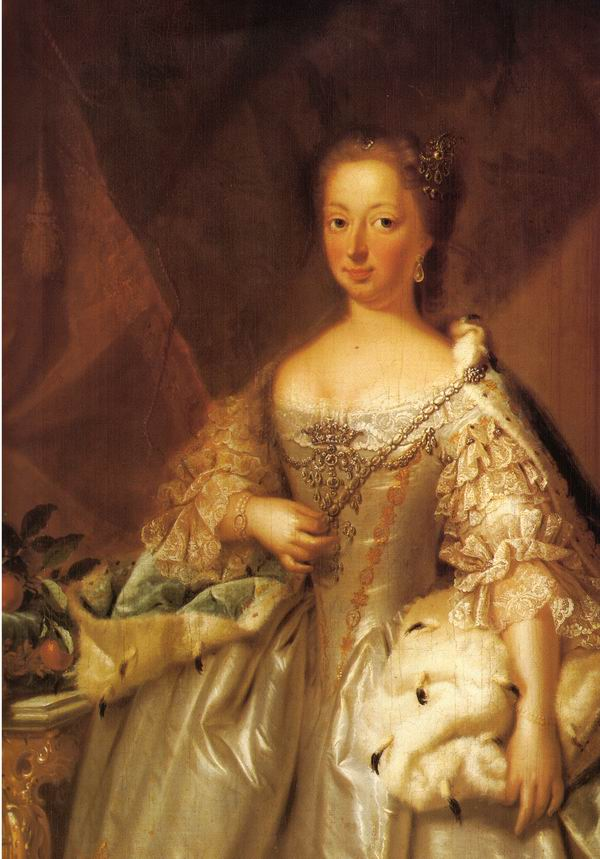
Anna von Großbritannien, Irland und Hannover (* 1709)
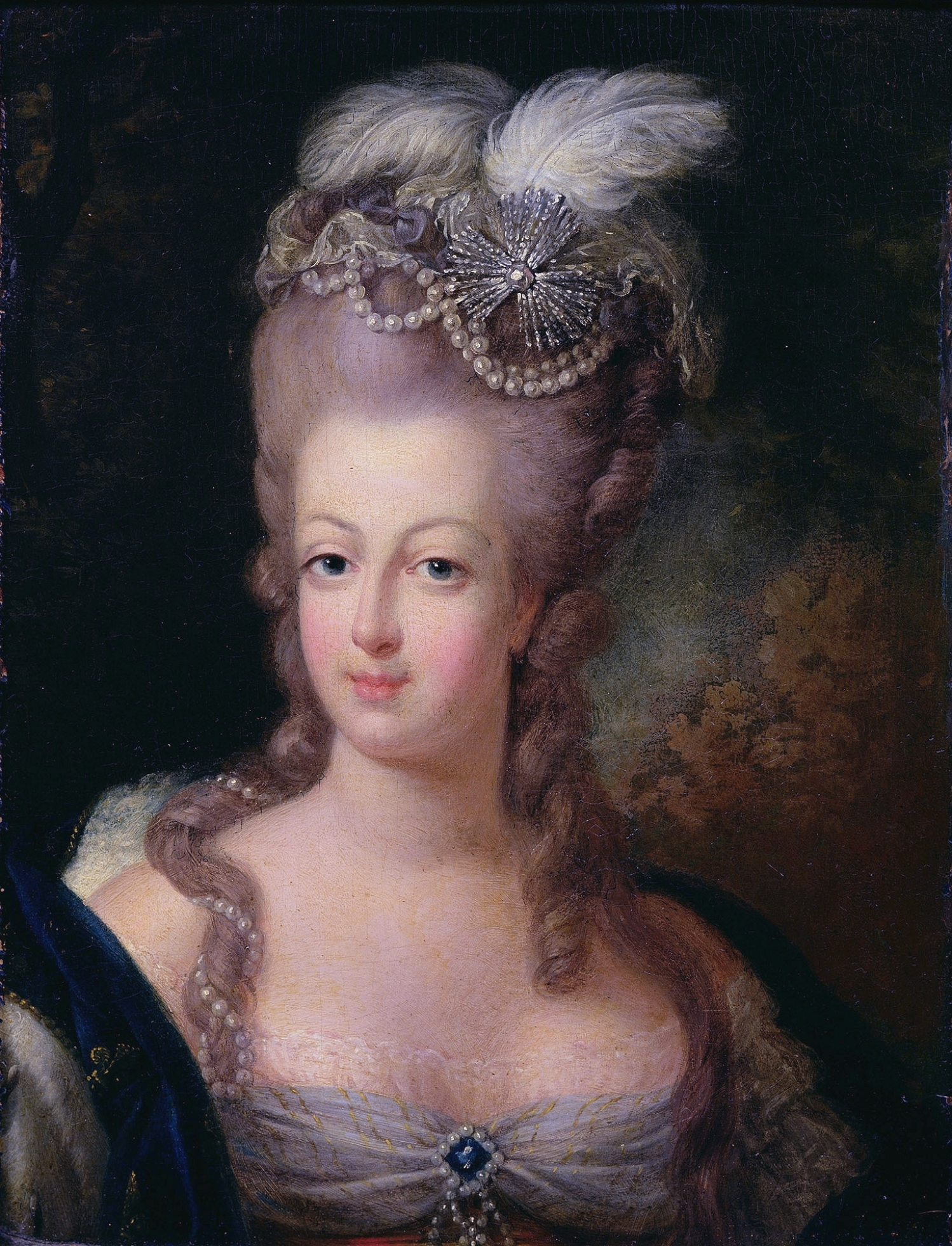
Marie-Antoinette von Österreich-Lothringen (* 1755)
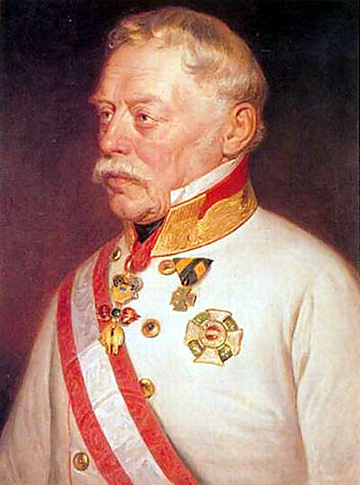
Josef Wenzel Radetzky von Radetz (* 1766)
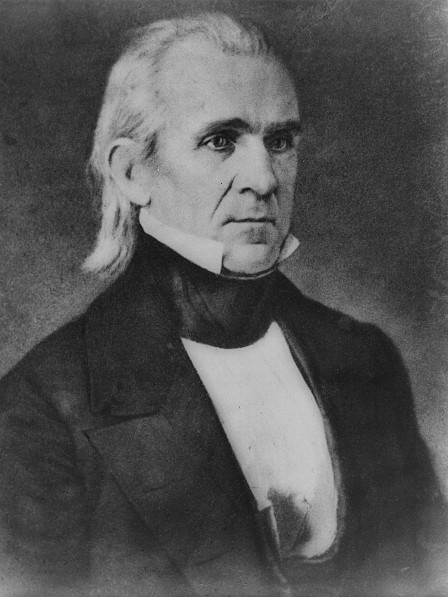
James K. Polk (* 1795)

- 1614: Philipp Dietrich, Graf von Waldeck-Eisenberg
- 1625: Henri II. de Savoie-Nemours, Herzog von Nemours
- 1629ː Elisabeth von Senitz, deutsche evangelische Schriftstellerin
- 1640ː Margareta II. von Dassel, Äbtissin des Klosters Medingen
- 1649: Johann Adolf I., Herzog von Sachsen-Weißenfels
- 1655: Ferdinand Kettler, Herzog von Kurland
- 1667: Jakob Louis Heinrich Sobieski, Kronprinz von Polen
- 1692: Unico Willem van Wassenaer, niederländischer Adliger, Diplomat und Komponist
- 1694: Joseph Karl von Pfalz-Sulzbach, Erbprinz von Sulzbach und der Kurpfalz
- 1699: Jean Siméon Chardin, französischer Maler
- 1703: Hans Joachim Steinmann, Bürgermeister von St. Gallen
- 1707: Johann Julius Hecker, deutscher Pädagoge und Theologe
- 1709: Anna von Großbritannien, Irland und Hannover, hannoveranisch-britische Prinzessin, Princess Royal, Ehefrau Wilhelms IV. von Oranien
- 1715: Joachim Friedrich von Stutterheim, preußischer Generalleutnant
- 1721: Johannes Esaias Nilson, deutscher Maler
- 1727: Johann Ignaz Schiffermüller, österreichischer Theologe, Architekturprofessor, Lepidopterologe und Zoologe
- 1730: Giovanni Battista Casanova, italienischer Maler
- 1732: John Dickinson, US-amerikanischer Politiker, Mitglied des Kontinentalkongresses, Präsident von Delaware und Pennsylvania
- 1734: Daniel Boone, US-amerikanischer Pionier und Grenzer
- 1739: Carl Ditters von Dittersdorf, österreichischer Komponist
- 1754: Gaspard de Bernard de Marigny, französischer Offizier, Anführer der Aufständischen während des Vendée-Aufstands
- 1754: Franz von Zahlheim, österreichischer Beamter und Krimineller, letzter Geräderter in Österreich
- 1755: Marie-Antoinette, Erzherzogin von Österreich, Königin von Frankreich und Navarra
- 1757: Andreas Battier, Schweizer evangelischer Geistlicher
- 1758: Ryōkan, Zen-Buddhistischer Mönch der japanischen Sōtō-shū
- 1761: Carlo Francesco Remonda, französischer General
- 1766: Josef Graf Radetzky, österreichischer Offizier
- 1767: Edward Augustus, Duke of Kent and Strathearn, britischer Adliger, Vater von Königin Victoria
- 1767: Viktor II. Karl Friedrich, Fürst von Anhalt-Bernburg-Schaumburg-Hoym
- 1768: Carl Bonaventura Witzka, deutscher Komponist und katholischer Theologe
- 1773: Joseph von Frank, deutscher Gutsbesitzer und Politiker, Mitglied der Bayerischen Ständeversammlung
- 1777: Johann Traugott Lindner, deutscher Jurist und Chronist
- 1781: Sebastian Lucius, deutscher Fabrikant im industriellen Zeitalter
- 1786: Carl Poppo Fröbel, deutscher Pädagoge und Buchdrucker
- 1792: Engelbert Sterckx, belgischer Geistlicher, Erzbischof von Mecheln, Kardinal
- 1795: James K. Polk, US-amerikanischer Politiker, Sprecher des Repräsentantenhauses, Gouverneur von Tennessee, Staatspräsident
- 1800: Andreas Gau, deutscher Theologe

### 19. Jahrhundert
- 1809: Georg Beseler, deutscher Jurist und Politiker

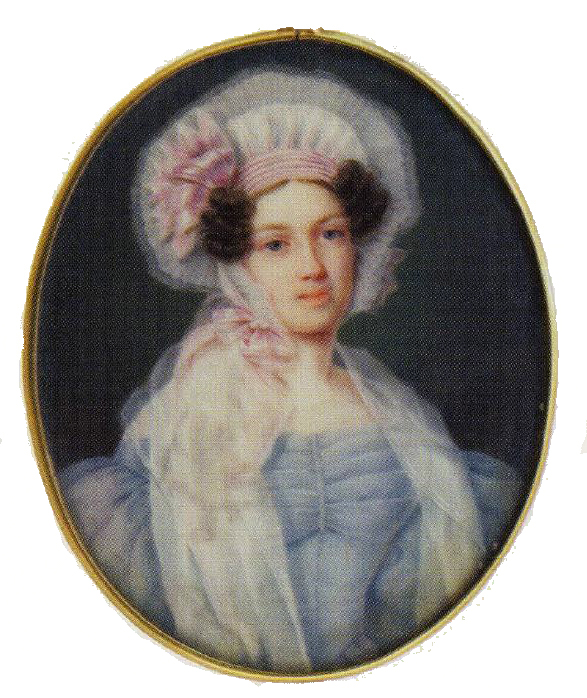
Sinaida Jussupowa (* 1809)

- 1809ː Sinaida Iwanowna Jussupowa, russische Hofdame
- 1815: George Boole, britischer Mathematiker
- 1817: Hedwig von Eberstein, deutsche Rittergutsbesitzerin und Stifterin
- 1827: Paul Anton de Lagarde, deutscher Kulturphilosoph und Orientalist
- 1829: Giuseppe Mengoni, italienischer Architekt
- 1830: Jules Cohen, französischer Komponist und Organist
- 1836: Michał Elwiro Andriolli, polnischer Maler und Architekt
- 1841: Conrad Willgerodt, deutscher Chemiker
- 1843: Mark Matwejewitsch Antokolski, russischer Bildhauer
- 1844: Mehmed V. Reşad, 35. Sultan des Osmanischen Reiches

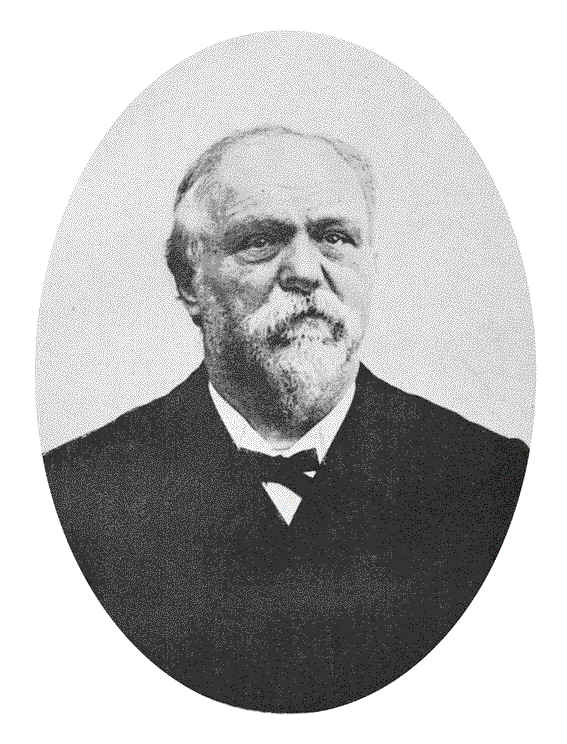
Georges Eugène Sorel (* 1847)

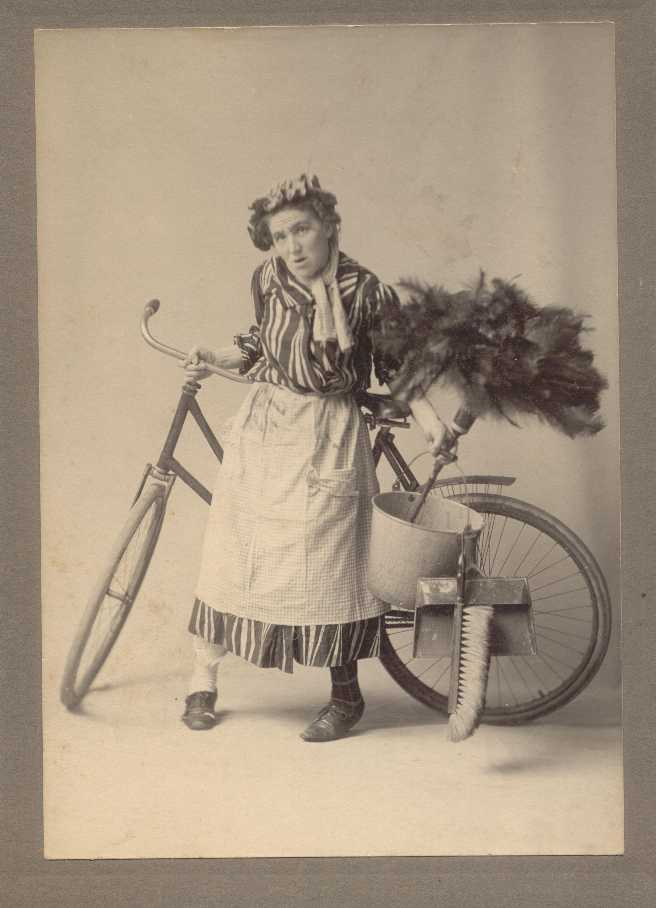
Margaret Gast (* 1876)

- 1847: Georges Sorel, französischer Publizist und Sozialist
- 1853: Konrad Oebbeke, deutscher Mineraloge, Geologe und Professor
- 1857: Jakob Johan Adolf Appellöf, schwedischer Zoologe
- 1865: Carl Grunert, deutscher Schriftsteller
- 1865: Warren Gamaliel Harding, US-amerikanischer Politiker, Staatspräsident
- 1866: Bronisław Piłsudski, polnischer Ethnologe
- 1867: Richard Karutz, deutscher Arzt und Ethnologe
- 1873: Gottfried Hinze, deutscher Fußballfunktionär
- 1874: Rudolf Breitscheid, deutscher Politiker
- 1876ː Margaret Gast, US-amerikanische Radrennfahrerin
- 1876: Eugeniusz Morawski-Dąbrowa, polnischer Komponist
- 1877: Aga Khan III., Oberhaupt der ismailitischen Nizariten
- 1880: Fritz Achterberg, deutscher Schauspieler
- 1881: Margrethe Klenze, deutsche Malerin
- 1882: Marius Lejeune, französischer Ruderer
- 1882: Leo Perutz, österreichischer Schriftsteller
- 1883: Willem Boerdam, niederländischer Fußballspieler
- 1883: Henry Heinemann deutsch-niederländischer Tropenmediziner
- 1883: Frico Kafenda, slowakischer Komponist, Dirigent, Pianist und Musikpädagoge
- 1883: João Pernambuco, brasilianischer Gitarrist und Komponist
- 1884: Sigurd Savonius, finnischer Architekt und Erfinder
- 1885: Harlow Shapley, US-amerikanischer Astronom
- 1885: Cosme Damião, portugiesischer Fußballspieler und -trainer, Gründer und Vizepräsident von Benfica Lissabon
- 1886: Bruno Topff, deutscher Uniformschneider und Marinesoldat
- 1889: Jón Halldórsson, isländischer Leichtathlet
- 1890: Kishida Kunio, japanischer Dramatiker
- 1891: Leopold Hainisch, österreichischer Schauspieler und Regisseur
- 1891: Alfred Staats, deutscher Turner
- 1892: Paul Abraham, ungarischer Komponist

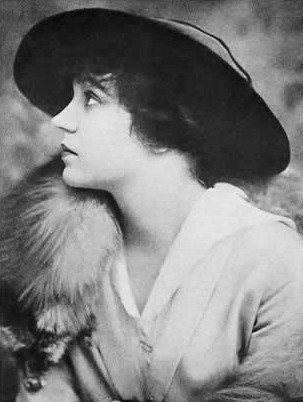
Alice Brady
(* 1892)

- 1892: Alice Brady, US-amerikanische Schauspielerin
- 1893: Battista Pininfarina, italienischer Automobildesigner
- 1895ː Frieda Kassen, deutsche Politikerin (SPD), MdBB
- 1897: Assen Raszwetnikow, bulgarischer Schriftsteller
- 1898: Hans Loch, deutscher Parteifunktionär, Finanzminister der DDR, Präsidiumsmitglied der Nationalen Front
- 1899: Peter Aufschnaiter, österreichischer Bergsteiger

### 20. Jahrhundert

#### 1901–1925
- 1902: Santos Iriarte, uruguayischer Fußballspieler
- 1905: Colin Clark (Ökonom), britisch-australischer Ökonom
- 1905: Henri de la Sayette, französischer Autorennfahrer
- 1905: Georges Schehadé, libanesischer Dichter und Dramatiker
- 1906: Daniil Leonidowitsch Andrejew, russischer Schriftsteller und Dichter
- 1906: Luchino Visconti, italienischer Filmregisseur
- 1907: Max Spangenberg, deutscher Parteifunktionär und Chefredakteur
- 1908: Bunny Berigan, US-amerikanischer Jazztrompeter
- 1909: Katharina Boll-Dornberger, österreichisch-deutsche Physikerin und Kristallografin
- 1909: Boško Milenković, jugoslawischer Autorennfahrer
- 1909: Vladimír Vaina, tschechoslowakischer Ruderer
- 1910: Alfredo De Angelis, argentinischer Musiker, Bandleader und Komponist
- 1910: Wayland Becker, US-amerikanischer American-Football-Spieler
- 1911: Odysseas Elytis, griechischer Dichter und Künstler, Nobelpreisträger
- 1912: James Bickford, US-amerikanischer Bobfahrer
- 1913: Carmen Amaya, spanische Flamenco-Tänzerin, -Sängerin und Schauspielerin
- 1913: Erik Asmussen, dänischer Architekt
- 1913: Alexander Borell, deutscher Schriftsteller

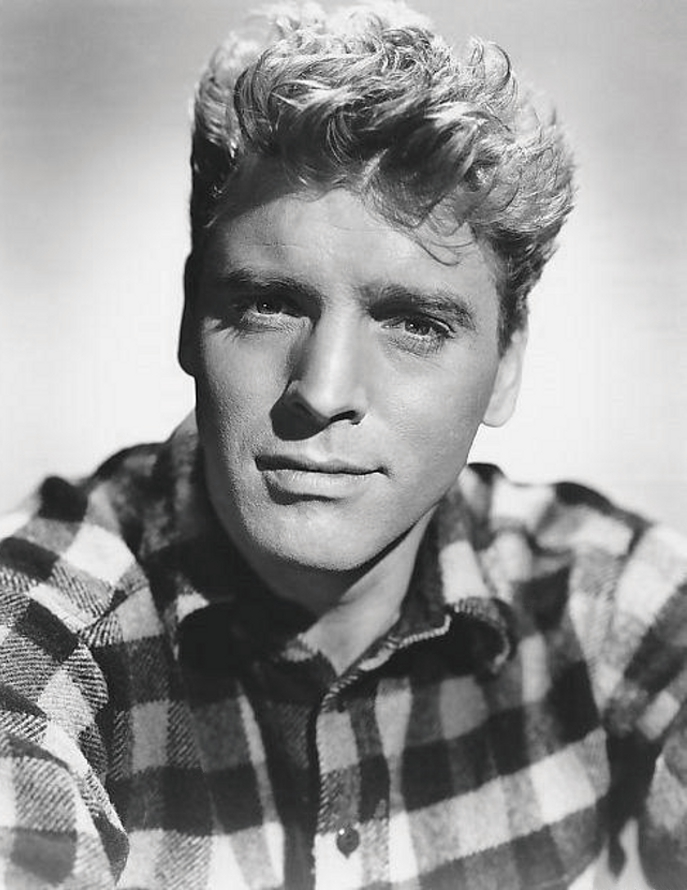
Burt Lancaster (* 1913)

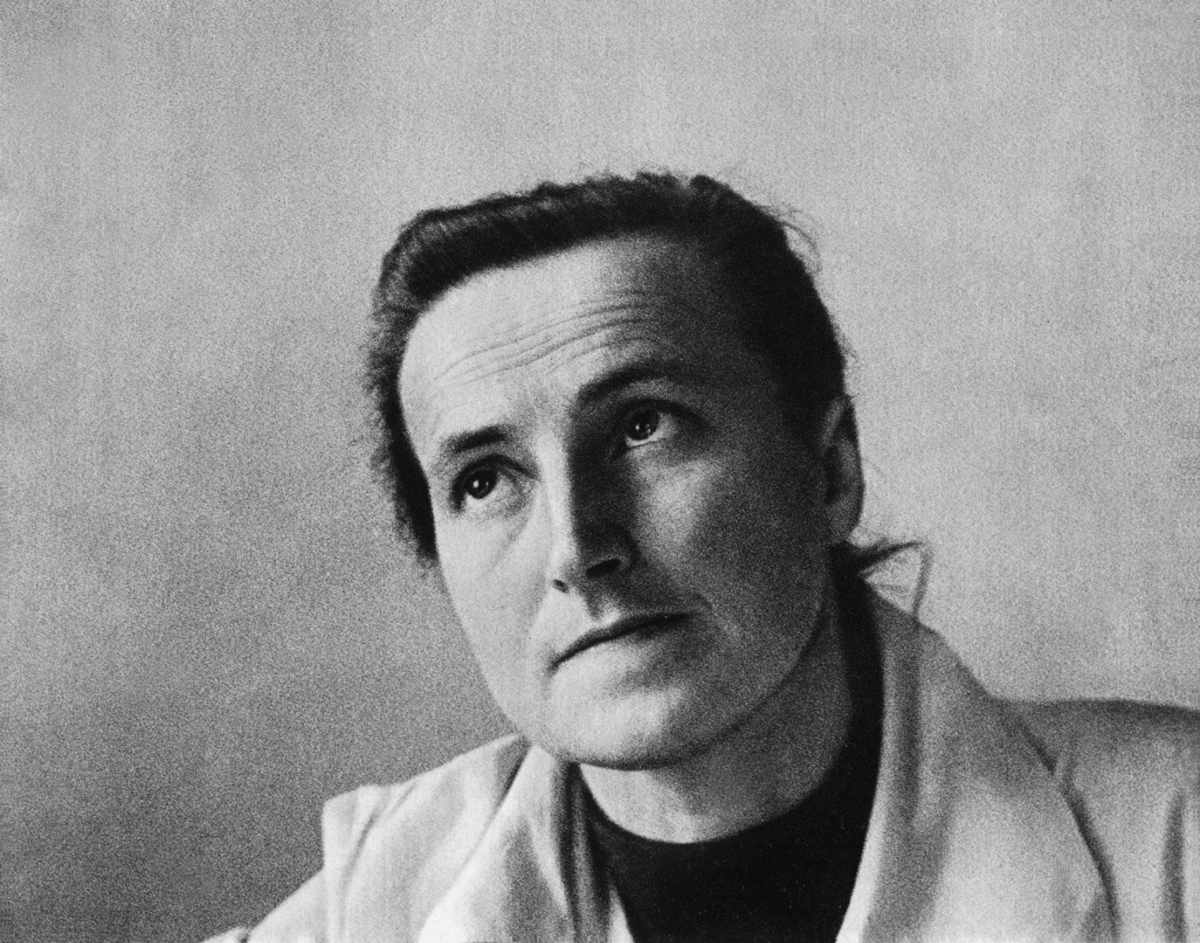
Wanda Półtawska (* 1921)

- 1913: Burt Lancaster, US-amerikanischer Schauspieler
- 1914: Felicitas Kukuck, deutsche Komponistin
- 1914: Dale Wasserman, US-amerikanischer Schriftsteller
- 1915: Franz Grasberger, österreichischer Musikwissenschaftler
- 1919: Roman Bannwart, Schweizer Theologe, Priester und Musiker
- 1920: Fabio González-Zuleta, kolumbianischer Komponist und Musikpädagoge
- 1921: Federico Brito Figueroa, venezolanischer Historiker und Anthropologe
- 1921: Wanda Półtawska, polnische Psychiaterin und KZ-Überlebende
- 1922: Norbert Artner, Komponist und Musikpädagoge
- 1922: Antonio di Benedetto, argentinischer Schriftsteller
- 1923: Cesare Rubini, italienischer Basketballtrainer
- 1924: Grietje de Jongh, niederländische Sprinterin
- 1924: Günter Kaekow, deutscher Offizier und Generalmajor
- 1925: Modest Cuixart, spanischer Maler
- 1925: Heinrich Rubner, deutscher Historiker und Forstwissenschaftler

#### 1926–1950
- 1926: Peter Robert Franke, deutscher Althistoriker und Numismatiker
- 1929: Rachel Ames, US-amerikanische Schauspielerin
- 1929: Lena Amsel, deutsche Tänzerin und Schauspielerin
- 1929: Harold Farberman, US-amerikanischer Komponist und Dirigent

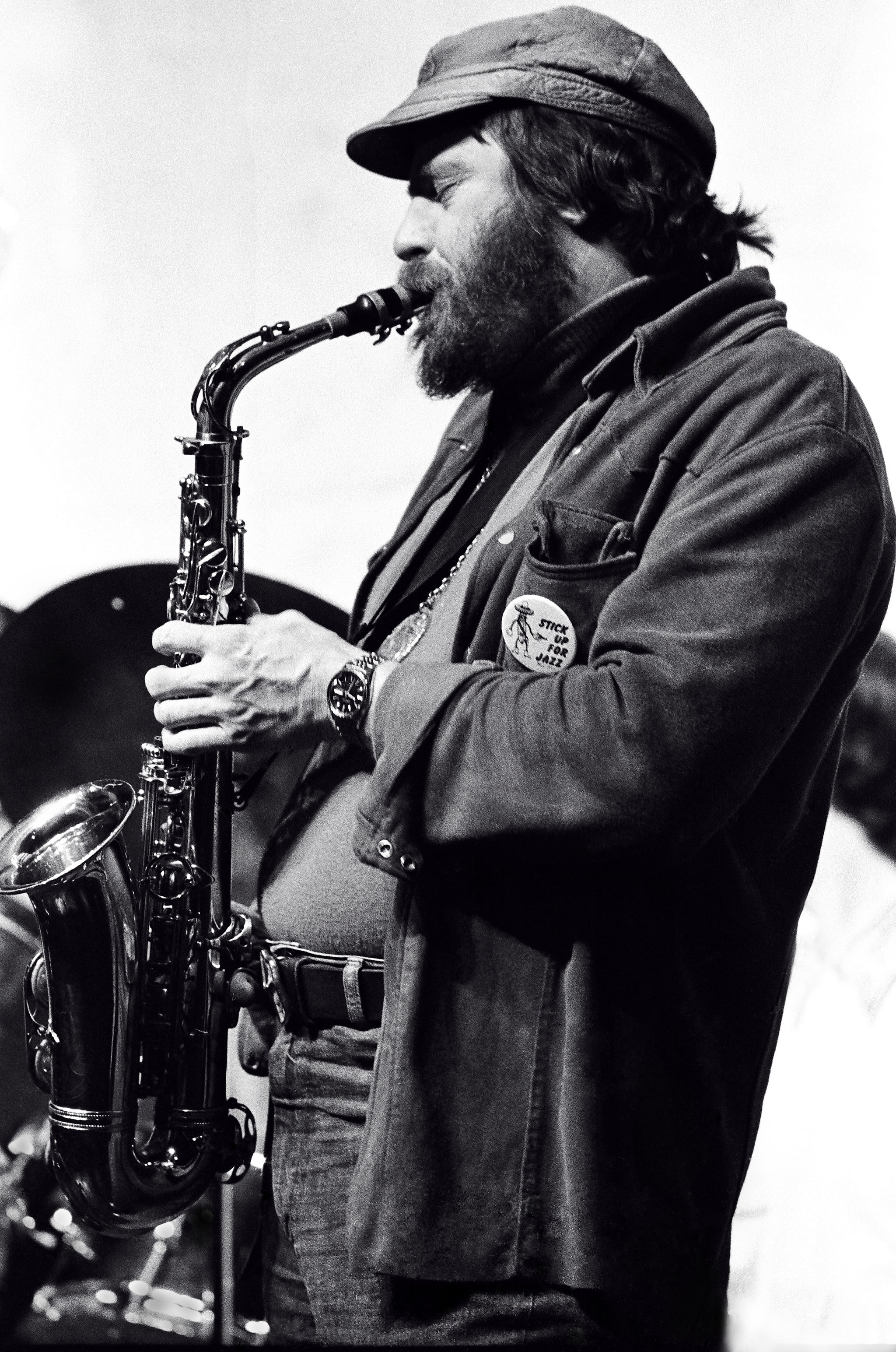
Phil Woods (* 1931)

- 1929: Carwyn James, walisischer Rugbyspieler und -trainer
- 1929: Hannskarl Salger, deutscher Richter, Vizepräsident des Bundesgerichtshofes
- 1929: Richard E. Taylor, kanadischer Physiker
- 1931: Paul Affeldt, US-amerikanischer Autor und Musikproduzent
- 1931: Phil Woods, US-amerikanischer Altsaxophonist
- 1932: Inigo Gallo, Schweizer Volksschauspieler, Kabarettist und Regisseur
- 1932: Melvin Schwartz, US-amerikanischer Physiker
- 1933: Eberhard Ackermann, deutscher Ökonom
- 1933: Bruno Brizzi, Schweizer Fußballspieler
- 1934: Ute Guzzoni, deutsche Philosophin
- 1935: Ken Russell, US-amerikanischer American-Football-Spieler
- 1935: Bilal Xhaferri, albanischer Schriftsteller und Publizist
- 1936: Norbert Angermann, deutscher Historiker
- 1936: Marta Casals Istomin, US-amerikanische Musikerin und Musikpädagogin
- 1936: Wolfgang Dehler, deutscher Schauspieler
- 1936: Gerhard Grill, deutscher Handballspieler
- 1937: Alfred Kucharczyk, polnischer Turner
- 1938: Paul Coppo, US-amerikanischer Eishockeyspieler
- 1938: Richard Serra, US-amerikanischer Bildhauer
- 1938: Sophia von Griechenland, griechische Prinzessin, Königin von Spanien
- 1939: Enrico Albertosi, italienischer Fußballspieler
- 1940: Carolin Reiber, deutsche Journalistin, Fernsehansagerin und Moderatorin
- 1941: Metin Akpınar, türkischer Schauspieler
- 1941: Rüdiger Sander, deutscher Schauspieler

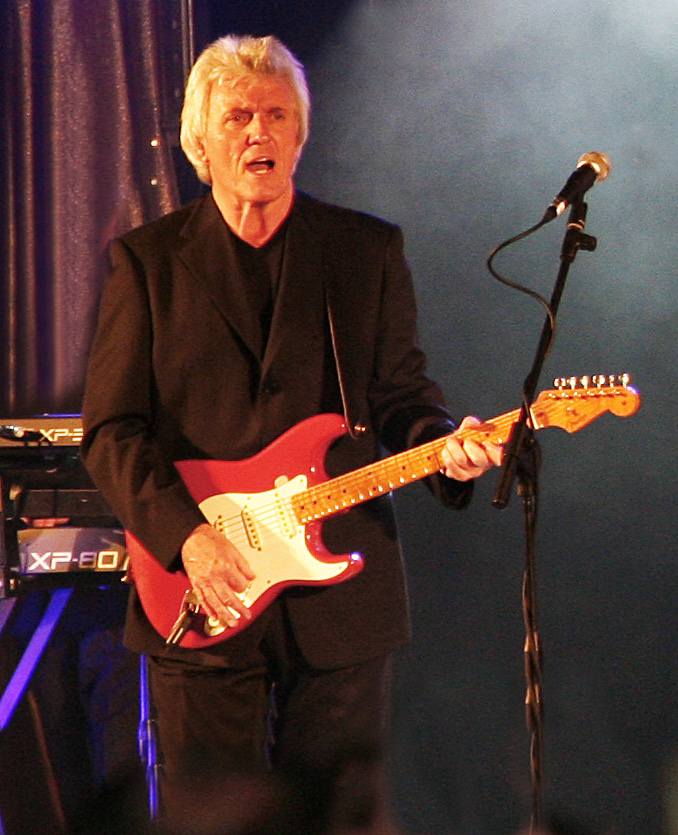
Bruce Welch (* 1941)

- 1941: Bruce Welch, britischer Musiker und Songschreiber
- 1942: Stefanie Powers, US-amerikanische Schauspielerin
- 1942: Andy Rihs, Schweizer Unternehmer
- 1943: Marika Voß, deutsche Malerin und Grafikerin
- 1944: Michael Buffer, US-amerikanischer Entertainer und Sportansager
- 1944: Patrice Chéreau, französischer Filmregisseur
- 1944: Keith Emerson, britischer Musiker und Songschreiber (Emerson, Lake & Palmer)
- 1944: Fritz Puppel, deutscher Musiker, Gitarrist und Komponist
- 1944: Liesel Westermann, deutsche Leichtathletin, Olympiamedaillengewinnerin
- 1946: Alan Jones, australischer Rennfahrer
- 1946: Giuseppe Sinopoli, italienischer Dirigent und Komponist, Mediziner und Archäologe
- 1947: Dave Pegg, britischer Musiker
- 1948: Dmitri Nikolajewitsch Smirnow, russischer Komponist
- 1948: Armin Walpen, Generaldirektor der SRG SSR

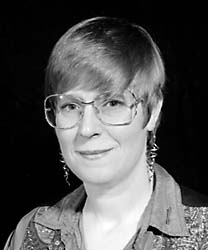
Lois McMaster Bujold (* 1949)

- 1949: Lois McMaster Bujold, US-amerikanische Autorin
- 1949: Hermann Ohlicher, deutscher Fußballspieler
- 1949: Frankie Miller, britischer Musiker, Sänger und Songschreiber
- 1950: Frank Diez, deutscher Musiker
- 1950: Jürgen Wilhelm, deutscher Fußballspieler

#### 1951–1975

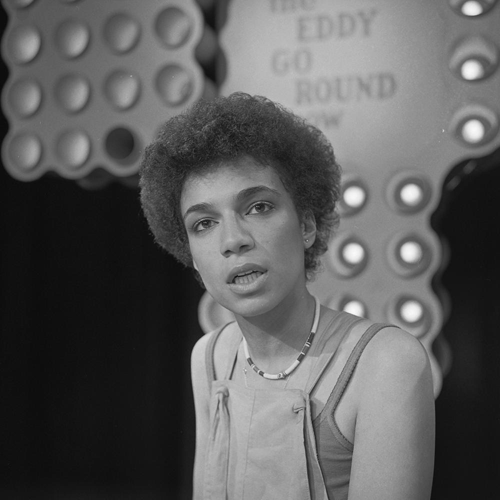
Maxine Nightingale (* 1952)

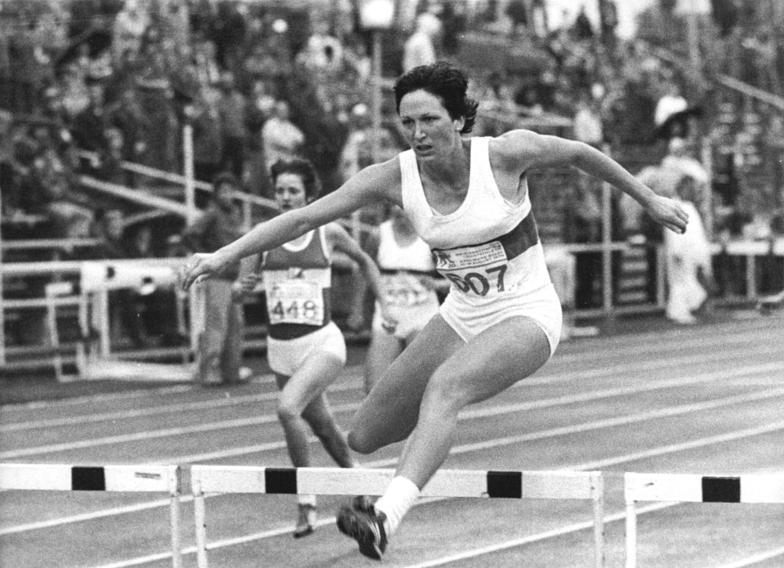
Bärbel Klepp (* 1957)

- 1951: Martin Gies, deutscher Drehbuchautor und Regisseur
- 1952: Hanery Amman, Schweizer Musiker
- 1952: Maxine Nightingale, britische Disco- und Soulsängerin
- 1952: Jean-Remy von Matt, deutscher Werber
- 1954: Brian Augustyn, US-amerikanischer Comicautor und -redakteur
- 1955: Peter Atkins, britischer Drehbuchautor
- 1955: Linda Joy, britische Schauspielerin und Synchronsprecherin
- 1955: Roberto Pries, deutscher Handballspieler
- 1957: Carter Beauford, US-amerikanischer Schlagzeuger
- 1957: Bärbel Broschat, deutsche Leichtathletin
- 1957: Lucien Favre, Schweizer Fußballspieler und -trainer
- 1957: Hera Lind, deutsche Schriftstellerin
- 1957: Paul Moravec, US-amerikanischer Komponist und Hochschullehrer
- 1958: Michka Assayas, französischer Autor und Musikjournalist
- 1958: Kai Maertens, deutscher Schauspieler
- 1959: Saïd Aouita, marokkanischer Mittel- und Langstreckenläufer
- 1959: Kai Wandschneider, deutscher Handballtrainer und Handballspieler
- 1960: Odette Bereska , deutsche Dramaturgin

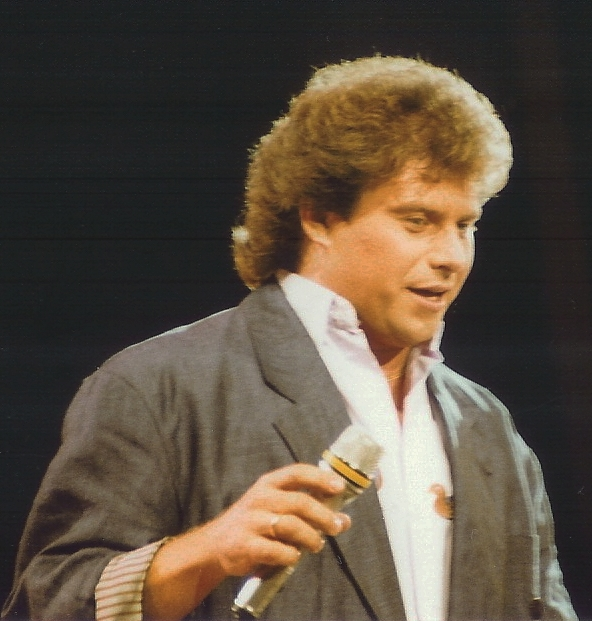
Andy Borg (* 1960)

- 1960: Andy Borg, österreichischer Schlagersänger und Fernsehmoderator
- 1961: k.d. lang, kanadische Sängerin
- 1962: John Campbell, alpiner Skirennläufer von den Amerikanischen Jungferninseln
- 1962: Medina Dixon, US-amerikanische Basketballspielerin
- 1962: Stefan Hussong, deutscher Akkordeonist
- 1962: Ron McGovney, US-amerikanischer Musiker (Metallica)
- 1962: Scott Noble, US-amerikanischer Unternehmer und Autorennfahrer
- 1962: Leonidas Pelekanakis, griechischer Regattasegler
- 1962: Graham Waterhouse, englischer Cellist und Komponist
- 1963: Steffen Büttner, deutscher Fußballspieler
- 1963: Udo Wagner, deutscher Florettfechter
- 1964: Desmond Armstrong, US-amerikanischer Fußballspieler
- 1964: Lauren Vélez, US-amerikanische Schauspielerin
- 1965: Paweł Bogdan Adamowicz, polnischer Politiker
- 1965: Eva Jähnigen, deutsche Politikerin
- 1965: Shahrukh Khan, indischer Filmschauspieler
- 1965: Bruno Miot, französischer Autorennfahrer
- 1966: Nicki, deutsche Schlagersängerin und Komponistin
- 1966: David Schwimmer, US-amerikanischer Filmschauspieler
- 1967: Zvonimir Soldo, kroatischer Fußballspieler und -trainer

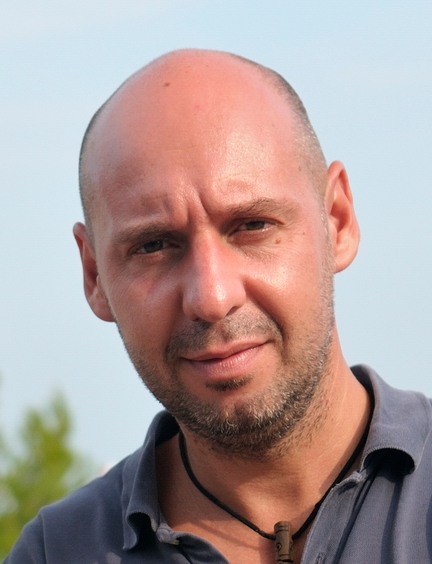
Jaume Balagueró (* 1968)

- 1968: Jaume Balagueró, spanischer Filmregisseur und Drehbuchautor
- 1968: Christine Hoppe, deutsche Schauspielerin
- 1969: Reginald Arvizu, US-amerikanischer Musiker
- 1969: Jenny Palmqvist, schwedische Fußballschiedsrichterin
- 1969: Jaraslawa Paulowitsch, belarussische Steuerfrau im Rudern
- 1970: Rodolfo Acosta, kolumbianischer Komponist
- 1970: Natig Aiwasow, aserbaidschanischer Ringer
- 1970: Meike Gottschalk, deutsche Schauspielerin
- 1971: Minna Karhu, finnische Freestyle-Skierin
- 1972: Sargis Howsepjan, armenischer Fußballspieler
- 1972: Alfred Schreuder, niederländischer Fußballtrainer
- 1972: Janko Tietz, deutscher Journalist
- 1973: Ljudmila Arlouskaja, weißrussische Biathletin
- 1973: Marisol Nichols, US-amerikanische Schauspielerin
- 1973: Rodrigo Sales, US-amerikanischer Unternehmer und Autorennfahrer
- 1973: Joachim Yaw, ghanaischer Fußballspieler und -trainer
- 1974: Karin Anna Cheung, US-amerikanische Schauspielerin und Sängerin
- 1974: Nelly, US-amerikanischer Rapper
- 1975: Luc Arbogast, französischer Musiker
- 1975: Jérémie Dufour, französischer Autorennfahrer
- 1975: Stéphane Sarrazin, französischer Automobilrennfahrer

#### 1976–2000

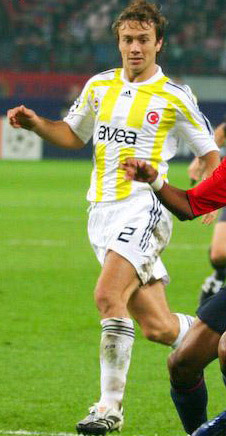
Diego Lugano (* 1980)

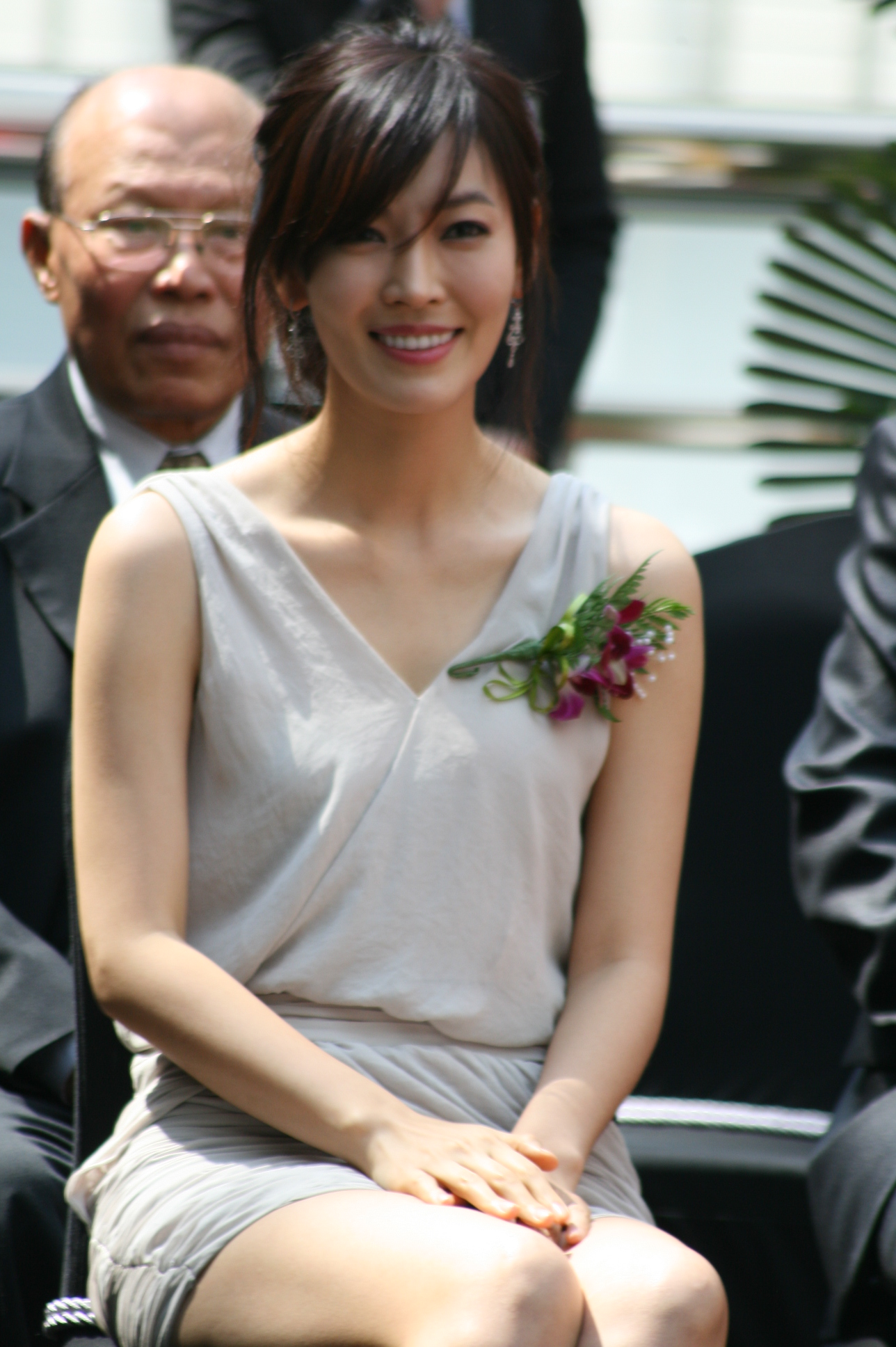
Kim So-yeon (* 1980)

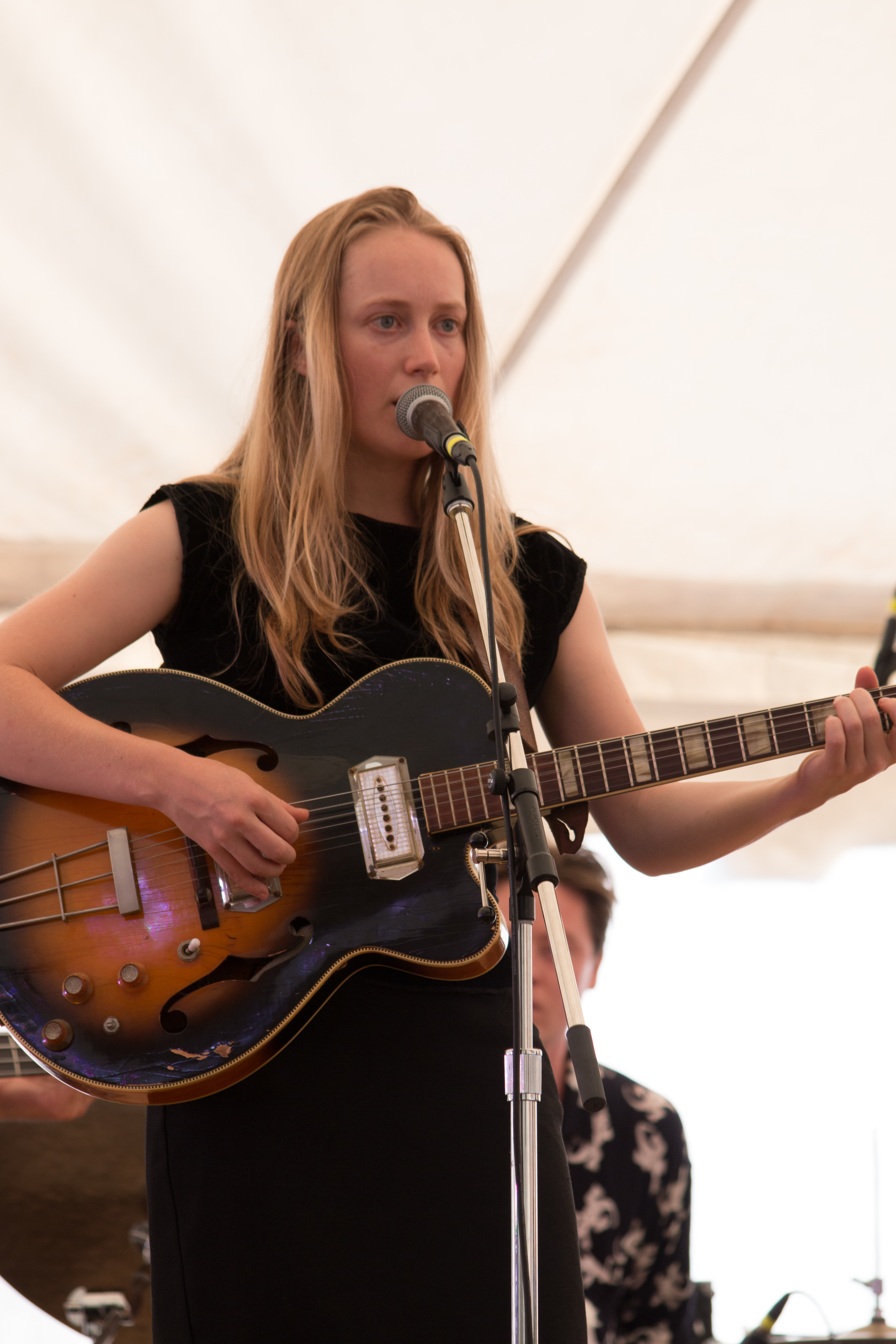
Tamara Lindeman (* 1984)

- 1976: Mike Leon Grosch, deutscher Sänger
- 1976: Marina Mehlinger, deutsche Theater- und Fernsehschauspielerin
- 1976: Thierry Omeyer, französischer Handballspieler
- 1977: Randy Harrison, US-amerikanischer Schauspieler
- 1978: Alexander Östlund, schwedischer Fußballspieler
- 1980: Diego Lugano, uruguayischer Fußballspieler
- 1980: Kim So-yeon, südkoreanische Schauspielerin
- 1981: Ai, japanische Sängerin
- 1981: Katharine Isabelle, kanadische Schauspielerin
- 1982: Kyōko Fukada, japanische Schauspielerin, Sängerin und Model
- 1983: Gillian Apps, kanadische Eishockeyspielerin
- 1983: Andreas Bourani, deutscher Sänger
- 1983: Sergei Grigorjanz, russischer Schachgroßmeister
- 1984: Tamara Hope, kanadische Schauspielerin
- 1984: Julia Stegner, deutsches Model
- 1985: Davor Palo, dänischer Schachgroßmeister
- 1986: Pablo Armero, kolumbianischer Fußballspieler
- 1986: Héctor Barberá, spanischer Motorradrennfahrer
- 1986: Hannah Hart, US-amerikanische Schauspielerin und Autorin
- 1986: Simona Theoharova, deutsch-bulgarische Schauspielerin
- 1987: Danny Cipriani, englischer Rugbyspieler
- 1988: Stefano Celozzi, deutscher Fußballspieler
- 1988: Julia Görges, deutsche Tennisspielerin
- 1989: Katelyn Tarver, US-amerikanische Schauspielerin und Sängerin
- 1989: Marcel Titsch-Rivero, deutscher Fußballspieler
- 1989: Stevan Jovetić, montenegrinischer Fußballspieler
- 1989: Tibor Pleiß, deutscher Basketballspieler
- 1989: Edoardo Zardini, italienischer Radrennfahrer
- 1990: Christopher Dibon, österreichischer Fußballspieler
- 1990: Kendall Schmidt, US-amerikanischer Schauspieler, Sänger, Songwriter und Tänzer
- 1991: Isah Salihu, nigerianischer Sprinter
- 1991: Pascal Sohm, deutscher Fußballspieler
- 1992: Sarah Beck, deutsche Schauspielerin
- 1993: Florian Altenburger, österreichischer Skispringer
- 1993: Nico Müller, deutscher Gewichtheber
- 1995: Alwin Komolong, papua-neuguineischer Fußballspieler
- 1997: Aurēlija Šimkus, lettische Pianistin und Komponistin
- 1998: Vasilije Janjičić, Schweizer Fußballspieler
- 1998: Valerie Sophie Körfer, deutsche Schauspielerin
- 1999: Noor Taher, jordanische Schauspielerin
- 2000: Alphonso Davies, kanadisch-liberianischer Fußballspieler

### 21. Jahrhundert
- 2006: Manila Esposito, italienische Turnerin
- 2008: Sunny Sandler, US-amerikanische Schauspielerin

## Gestorben

### Vor dem 16. Jahrhundert

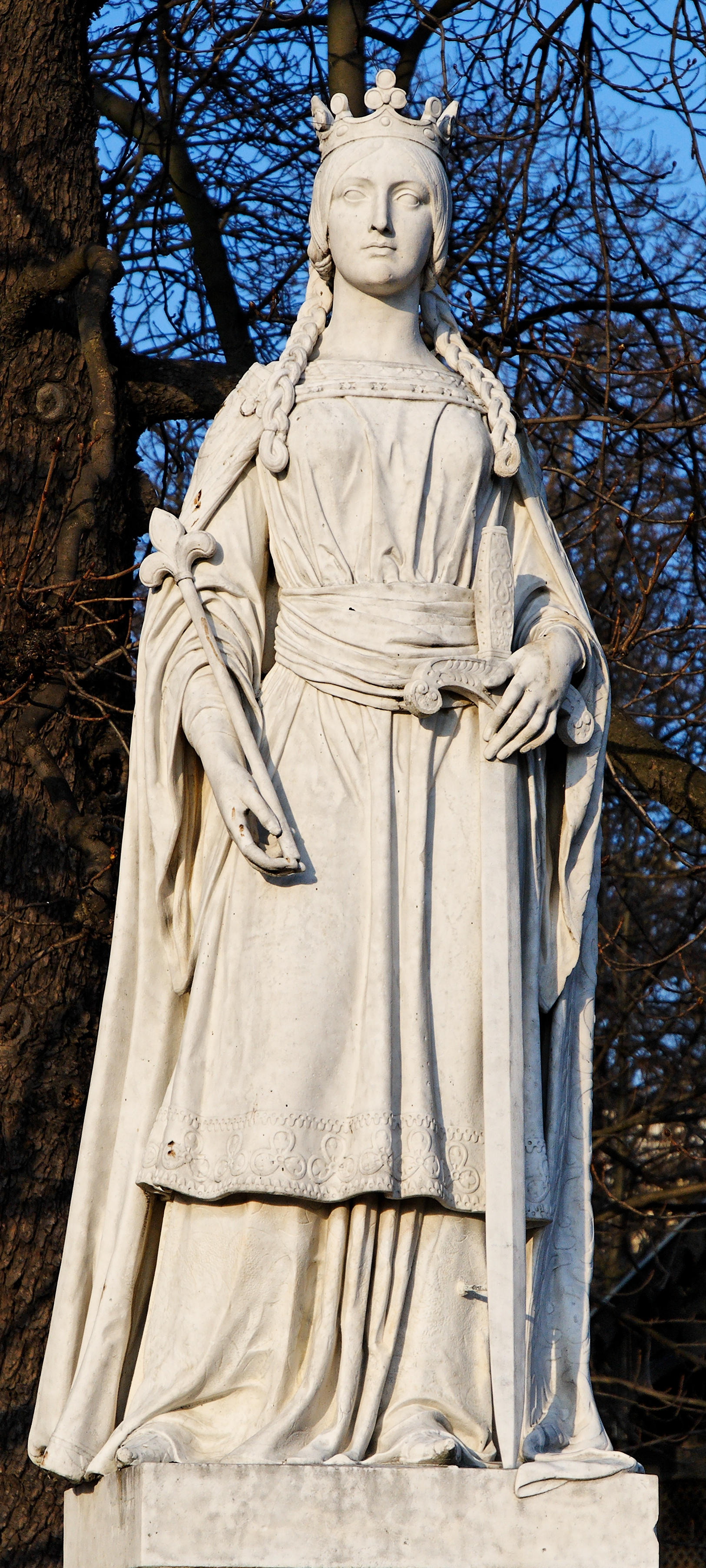
Mathilde von Flandern († 1083)

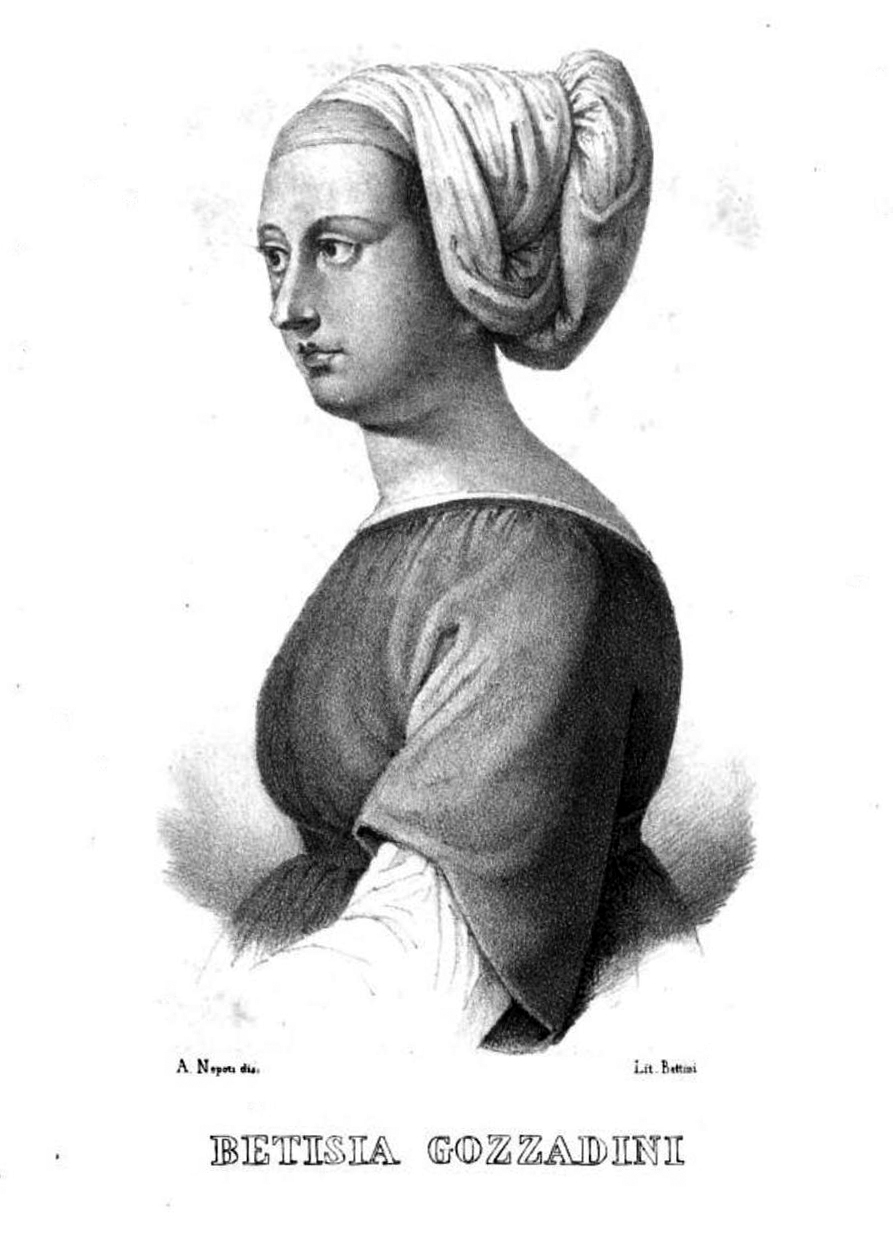
Bettisia Gozzadini († 1261)

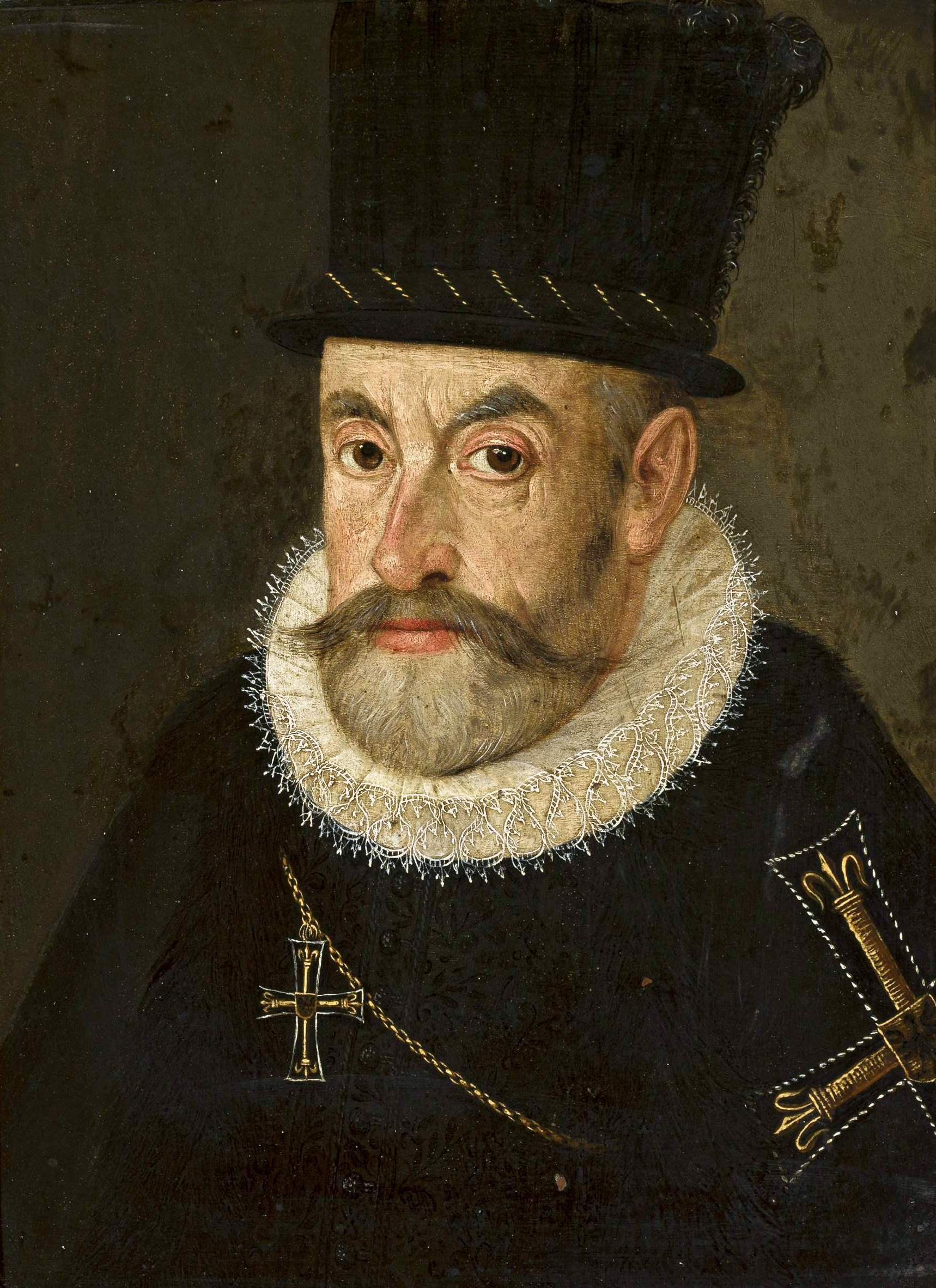
Maximilian III. († 1618)

- 0657: Livinus von Gent, christlicher Heiliger
- 1083: Mathilde von Flandern, durch Heirat Herzogin der Normandie und Königin von England
- 1110: Gottfried von Hamburg, Vizegraf in Stormarn (Holstein)
- 1148: Malachias, Erzbischof von Armagh
- 1171: Dionysius bar Salibi, syrisch-orthodoxer Theologe und Bischof
- 1208: Bruno IV. von Sayn, Erzbischof von Köln
- 1217: Philipp von Dreux, Bischof und Graf von Beauvais
- 1261: Bettisia Gozzadini, bolognesische Juristin, die an der Universität von Bologna unterrichtete
- 1265: Iring von Reinstein-Homburg, Bischof von Würzburg
- 1270: Wichmann von Arnstein, Mystiker
- 1289: Giovanni Dandolo, 48. Doge von Venedig
- 1294: Heinrich II. Edler von Stadion, Abt des Klosters St. Blasien
- 1300: Bertho III. von Mackenzell, Fürstabt des Klosters Fulda
- 1304: Ruprecht VI., Graf von Nassau
- 1319: John Sandale, englischer Beamter und Geistlicher
- 1327: Jakob II., König von Aragonien und Sizilien
- 1336: Albert I. von Enn, Bischof von Brixen
- 1483: Henry Stafford, 2. Duke of Buckingham, englischer Adeliger, hingerichtet

### 16. bis 18. Jahrhundert

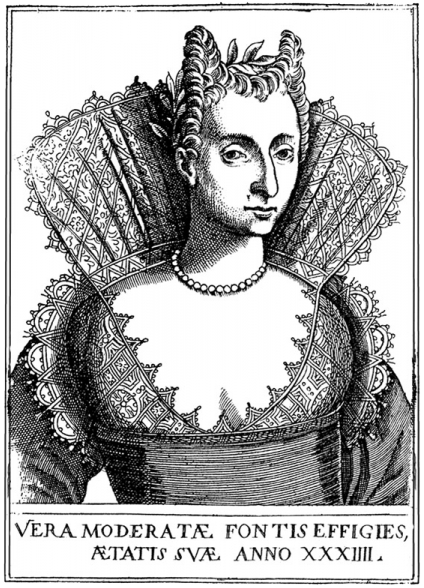
Moderata Fonte († 1592)

- 1521: Margarete von Lothringen, Herzogin von Alençon
- 1552: Claude d’Annebault, Marschall und Admiral von Frankreich
- 1562: Gebhard von Mansfeld, Erzbischof von Köln
- 1565: Mechthild von Bayern, Markgräfin von Baden
- 1573: Barnim IX., nach anderer Zählung Barnim XI., Herzog von Pommern-Stettin
- 1575: Sabina von Brandenburg-Ansbach, Kurfürstin von Brandenburg
- 1592: Modesta Pozzo, venezianische Schriftstellerin und Philosophin
- 1610: Richard Bancroft, Erzbischof von Canterbury
- 1618: Maximilian III., österreichischer Hochmeister des Deutschen Ordens
- 1622: Jan Lohelius, Abt von Strahov und Erzbischof von Prag
- 1638: Johann Bartholomäus Krüger, deutscher Mediziner
- 1649: Antonio Barbalonga, italienischer Maler
- 1661: Daniel Seghers, flämischer Maler
- 1676: Adam Michna, tschechischer Komponist, Organist und Dichter
- 1681: Eleonore von Anhalt-Zerbst, Herzogin von Schleswig-Holstein-Sonderburg-Norburg
- 1693: Theodor Kerckring, niederländischer Anatom und Alchemist
- 1702: Francisco Antonio de Agurto, Statthalter der Spanischen Niederlande und Vizekönig von Katalonien
- 1708: Antoine de La Fosse, französischer Diplomat und Dramatiker
- 1712: Alexis Hubert Jaillot, französischer Kartograph und Verleger
- 1714: Giuseppe Passeri, römischer Architekt, Kirchenmaler und Porträtist
- 1715: Charlotte Christine von Braunschweig-Wolfenbüttel, Zarewna von Russland
- 1716: Engelbert Kaempfer, deutscher Gelehrter und Forschungsreisender
- 1717: Johann Jakob Walther, deutscher Violinist und Komponist
- 1720: Johann Alexander Böner, Kupferstecher in Nürnberg
- 1728: Nils Ehrenskiöld, schwedischer Admiral
- 1731: Johann Matthäus Leffloth, Nürnberger Komponist, Organist und Clavichordist
- 1738: Matthias Zink, deutscher Maler
- 1741: Giovanni Antonio Pellegrini, venezianischer Maler
- 1749: Joseph Franz Adolph, mährischer Tiermaler
- 1750: Theodor Ankarcrona, schwedischer Admiral
- 1752: Johann Albrecht Bengel, deutscher Klosterpräzeptor
- 1759: Charles Hanbury Williams, britischer Diplomat, Schriftsteller und Satiriker
- 1766: Matthäus Vogel, deutscher Jesuitenpater, Volksmissionar und religiöser Schriftsteller
- 1796: Domenico Pozzi, Tessiner Maler
- 1798: Jean-Joseph d’Apcher, französischer Adliger
- 1798: Charles de Wailly, klassizistischer französischer Architekt

### 19. Jahrhundert
- 1802: Charles Leclerc d’Ostin, französischer General in den napoleonischen Kriegen
- 1804: Georg Christian Adler, deutscher Prediger, Autor und Altertumsforscher
- 1807: Louis-Charles-Auguste le Tonnelier, Baron de Breteuil, französischer Diplomat
- 1810: Amalia Sophia Eleanor, Mitglied der britischen Königlichen Familie
- 1810: Hermann, Fürst von Hohenzollern-Hechingen
- 1814: Traugott Andreas Biedermann, deutscher Politiker und Rechtswissenschaftler
- 1817: Joseph Leonz Andermatt, Schweizer Militär und Politiker
- 1820: Vincenc Tuček, tschechischer Komponist
- 1828: Thomas Pinckney, US-amerikanischer Soldat, Politiker und Diplomat

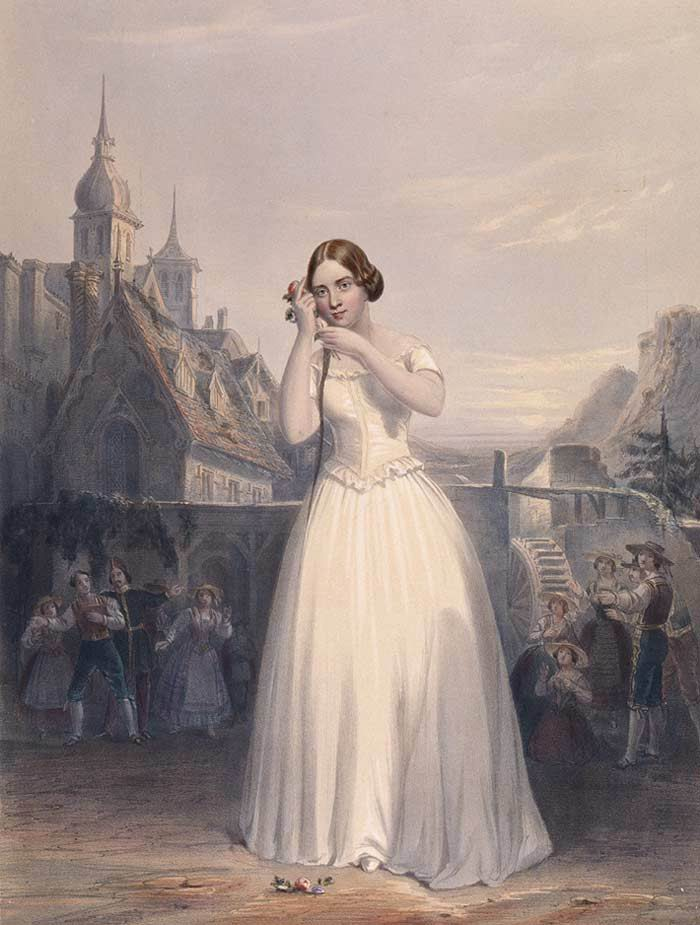
Jenny Lind
(† 1887)

- 1832: Axel Bundsen, dänischer Architekt und Baumeister
- 1834: Karl Georg Maaßen, preußischer Jurist, Politiker und Mitinitiator des deutschen Zollvereins
- 1839: Johann Karl Osterhausen, deutscher Mediziner
- 1841: Alexander Burnes, britischer Reisender und Entdecker
- 1843: Hirata Atsutane, japanischer Gelehrter
- 1846: Johann Philipp Bach, deutscher Musiker und Maler
- 1846: Esaias Tegnér, schwedischer Lyriker
- 1850: Richard Spaight junior, US-amerikanischer Politiker
- 1851: Franz von Egger, österreichischer Jurist und Hochschullehrer
- 1854: Anton Pann, rumänischsprachiger Lyriker, Komponist und Musikwissenschaftler
- 1868: Amos Abbott, US-amerikanischer Politiker
- 1874: Thomas Anderson, schottischer Chemiker und Mediziner
- 1882: David Morgenstern, bayerischer Landtagsabgeordneter und Zinnfolienfabrikant

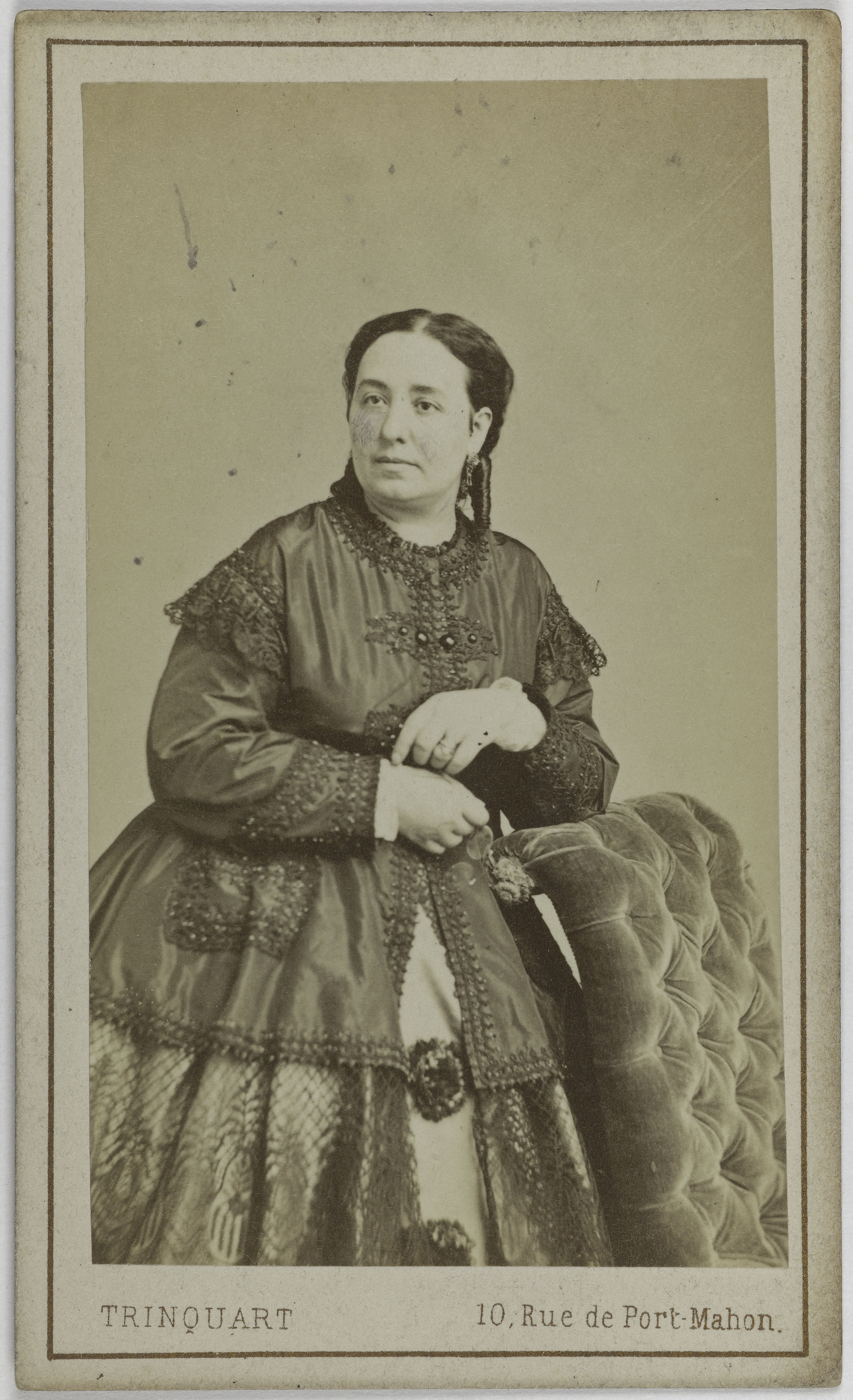
Rosina Penco († 1894)

- 1882: Cenobio Paniagua, mexikanischer Komponist
- 1884: Karel Slavoj Amerling, tschechischer Pädagoge, Schriftsteller und Philosoph
- 1884: Robert Warschauer senior, deutscher Privatbankier
- 1886ː Mary Chesnut, US-amerikanische Autorin und Zeitzeugin des Amerikanischen Bürgerkrieges
- 1887: Alfred Domett, neuseeländischer Premierminister
- 1887: Jenny Lind, schwedische Opern- und Konzertsängerin
- 1893: Auguste Bouvier, Schweizer reformierter Theologe
- 1893: Daniel Payne, US-amerikanischer Bischof, erster afroamerikanischer College-Präsident
- 1894ː Rosina Penco, italienische Opernsängerin
- 1895: Carl Frederik Aagaard, dänischer Maler
- 1895: Georges-Charles de Heeckeren d’Anthès, französischer Offizier und Politiker

### 20. Jahrhundert

#### 1901–1950

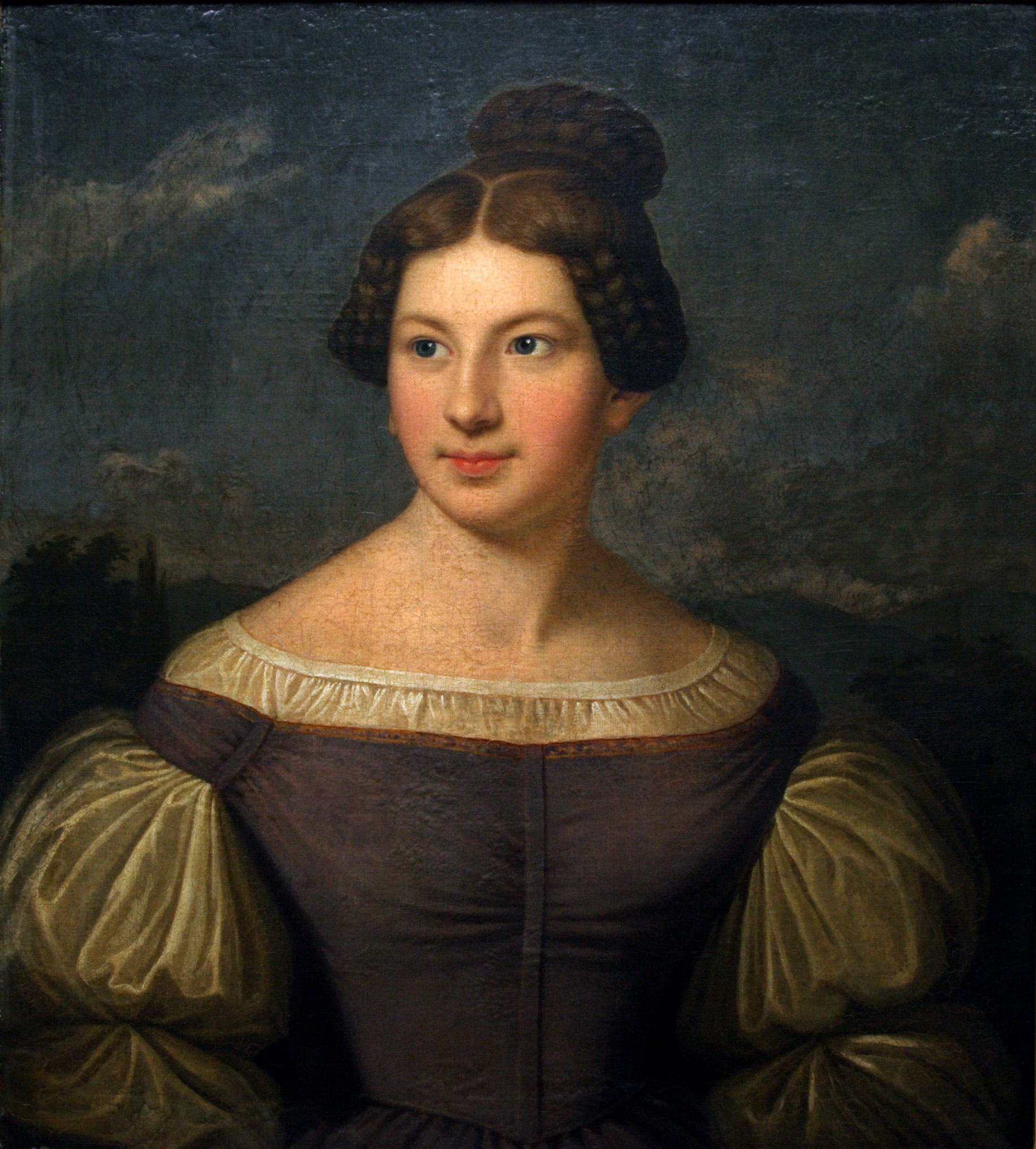
Marianne Rhodius († 1902)

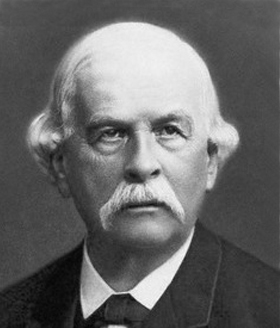
Albert von Kölliker († 1905)

- 1902ː Marianne Rhodius, deutsche Stifterin und Philanthropin
- 1905: Horace Austin, US-amerikanischer Politiker
- 1905: Rudolf Albert (von) Kölliker, Schweizer Anatom und Physiologe
- 1909: Wilhelm Ahlwardt, deutscher Orientalist und Hochschullehrer
- 1909: Johann Wilhelm Anton Albrecht Müller, deutscher Pathologe
- 1910: Gustav Casmir, deutscher Fechter
- 1912: Karl Rudolf Karrasz, rumäniendeutscher Komponist, Pianist und Musikpädagoge
- 1915: Adele Passy-Cornet, deutsche Opernsängerin
- 1917: Rudolf Heinrich, deutscher Politiker
- 1921: Andreas Heusler, Schweizer Jurist, Rechtshistoriker und Politiker
- 1924: August Abegg, Schweizer Textilfabrikant
- 1927: Charles Augustus Semlin, kanadischer Politiker
- 1927: Rodolphe Wytsman, belgischer Maler
- 1930: Viggo Jensen, dänischer Gewichtheber, Schütze und Leichtathlet
- 1930: Johannes Mohn, deutscher Verleger
- 1933: Gao Qifeng, chinesischer Maler
- 1935: Rudolf Steinweg, deutscher Automobilrennfahrer
- 1935: Themistocles Żammit, maltesischer Forscher
- 1936: Martin Lowry, britischer Chemiker
- 1940: Adolf Wagner, österreichischer Botaniker, Naturphilosoph und Hochschullehrer
- 1943: Charlotte Wilhelmine Niels, deutsche Malerin
- 1943ː Rosa Oppenheimer, deutsch-jüdische Kunsthändlerin und Sammlerin, Holocaustopfer
- 1944: Friedrich Brunstäd, deutscher Theologe und Philosoph
- 1944: Thomas Midgley, US-amerikanischer Ingenieur und Chemiker
- 1945: William Reed, kanadischer Organist und Komponist
- 1950: Abraham Koubi, französischer Turner, algerischer Herkunft

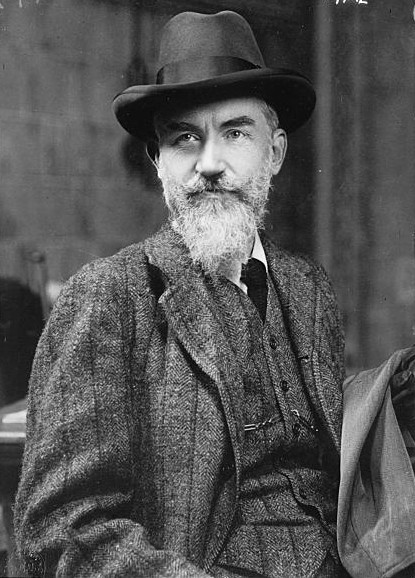
George Bernard Shaw († 1950)

- 1950: George Bernard Shaw, irisch-englischer Dramatiker, Nobelpreisträger
- 1950: Piet van Wijngaarden, niederländischer Motorradrennfahrer

#### 1951–1975
- 1956: Leo Baeck, deutscher Rabbiner und Theologe
- 1957: Georgi Asagarow, russischer Filmregisseur und Schauspieler
- 1957: Ted Meredith, US-amerikanischer Leichtathlet und Olympiasieger
- 1959: Charles Brackenbury, britischer Autorennfahrer
- 1959: Tino Danieli, italienischer Unternehmer und Autorennfahrer
- 1960: Dimitri Mitropoulos, griechischer Dirigent, Komponist und Pianist
- 1961: James Thurber, US-amerikanischer Schriftsteller und Karikaturist
- 1962: Alfred Amonn, österreichischer Nationalökonom
- 1963: Ngô Đình Diệm, vietnamesischer Präsident
- 1964: Ladislaus Winterstein, deutscher Politiker, MdB
- 1965: Paul Röntgen, deutscher Metallurg und Rektor
- 1965: Herbert Vere Evatt, australischer Politiker
- 1966: Petrus Josephus Wilhelmus Debye, niederländischer Physiker und Chemiker, Nobelpreisträger
- 1966: Mississippi John Hurt, US-amerikanischer Blues-Sänger und Gitarrist
- 1968: Erich Angermann, deutscher Politiker
- 1968: Ernst Hess, Schweizer Dirigent, Komponist und Musikwissenschaftler

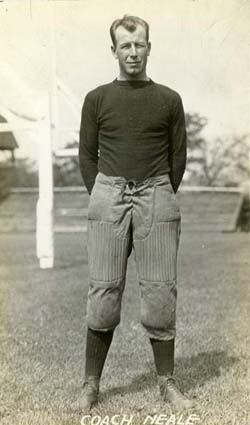
Greasy Neale († 1973)

- 1970: Richard Cushing, US-amerikanischer Geistlicher, Erzbischof von Boston
- 1970: Johannes Urzidil, österreichisch-tschechoslowakischer Schriftsteller
- 1970: Pierre Veyron, französischer Automobilrennfahrer
- 1971: Lucie Adelsberger, deutsche Medizinerin, Überlebende des Holocaust
- 1971: Svensk Hjalmar Andersson Zakeus, schwedischer Langstreckenläufer
- 1971ː Martha Vickers, US-amerikanische Schauspielerin
- 1973: Greasy Neale, US-amerikanischer American-Football-Trainer und Baseballspieler
- 1974: Jean Dansereau, kanadischer Pianist und Musikpädagoge
- 1975: Pier Paolo Pasolini, italienischer Filmregisseur und Lyriker

#### 1976–2000
- 1976: Duke Osborn, US-amerikanischer American-Football-Spieler
- 1977: Hans Erich Nossack, deutscher Schriftsteller
- 1977: Walter Oehmichen, deutscher Puppenspieler und Gründer der Augsburger Puppenkiste
- 1978: Albert Siebenmorgen, deutscher Fotograf, Maler, Heimatforscher
- 1978: Giuseppe Berto, italienischer Schriftsteller
- 1983: Tamura Taijirō, japanischer Schriftsteller
- 1985: Robert Biberti, deutscher Sänger und Schauspieler (Comedian Harmonists)
- 1986: Paul Frees, US-amerikanischer Schauspieler, Synchronsprecher, Komiker und Drehbuchautor
- 1989: Inés Camelo Arredondo, mexikanische Schriftstellerin
- 1989: Hermann Bengtson, deutscher Althistoriker
- 1990: Giovanni Battista Amico, italienischer Dokumentarfilmregisseur, Filmregisseur, Drehbuchautor und Kulturschaffender
- 1991: Heinrich Drimmel, österreichischer Politiker und Jurist
- 1991: Hans Linser, österreichischer Agrikulturchemiker
- 1991: Hannes Messemer, deutscher Schauspieler
- 1991: Mort Shuman, US-amerikanisch-französischer Komponist und Sänger
- 1992: Hal Roach, US-amerikanischer Regisseur und Filmproduzent
- 1994: Gudrun Kunstmann, deutsche Bildhauerin und Malerin
- 1995ː Frieda Sembach-Krone, deutsche Zirkusdirektorin
- 1996: Eva Cassidy, US-amerikanische Sängerin
- 1997: Günter Biermann, deutscher Politiker, MdB
- 1999: Milan Antal, slowakischer Astronom
- 1999: Hans-Joachim Preil, deutscher Theaterschauspieler und Bühnenkomiker
- 2000: Fritz Astl, österreichischer Politiker

### 21. Jahrhundert

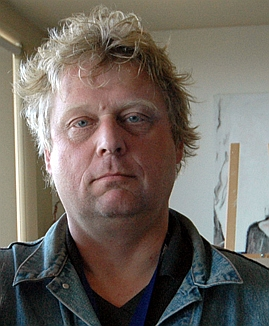
Theo van Gogh († 2004)

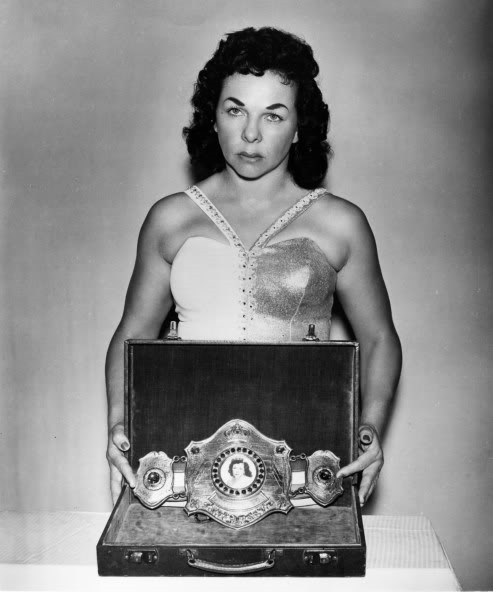
Lillian Ellison († 2007)

- 2001: Thomas Schleicher, österreichischer Judoka
- 2001: Buddy Starcher, US-amerikanischer Country-Musiker
- 2003: Frederic Vester, deutscher Biochemiker, Umweltexperte und Autor
- 2004: Gerrie Knetemann, niederländischer Radrennfahrer
- 2004: Václav Kotva, tschechischer Schauspieler
- 2004: Zayid bin Sultan Al Nahyan, Präsident der Vereinigten Arabischen Emirate
- 2004: Theo van Gogh, niederländischer Filmemacher und Satiriker
- 2005: Ferruccio Valcareggi, italienischer Fußballspieler und -trainer
- 2007: Peter Bronkhorst, niederländischer Aktivist
- 2007: Lillian Ellison, US-amerikanische Wrestlerin
- 2007: Don Freeland, US-amerikanischer Autorennfahrer
- 2007: Witold Silewicz, polnisch-österreichischer Komponist und Kontrabassist
- 2008: Ahmad al-Mirghani, sudanesischer Präsident
- 2009: Nien Cheng, US-amerikanische Autorin
- 2009: Carsten Diercks, deutscher Dokumentarfilmer und Fernsehpionier
- 2009: Amir Pnueli, israelischer Informatiker
- 2010: Andy Irons, US-amerikanischer Profisurfer
- 2012: Milt Campbell, US-amerikanischer Leichtathlet und American-Football-Spieler

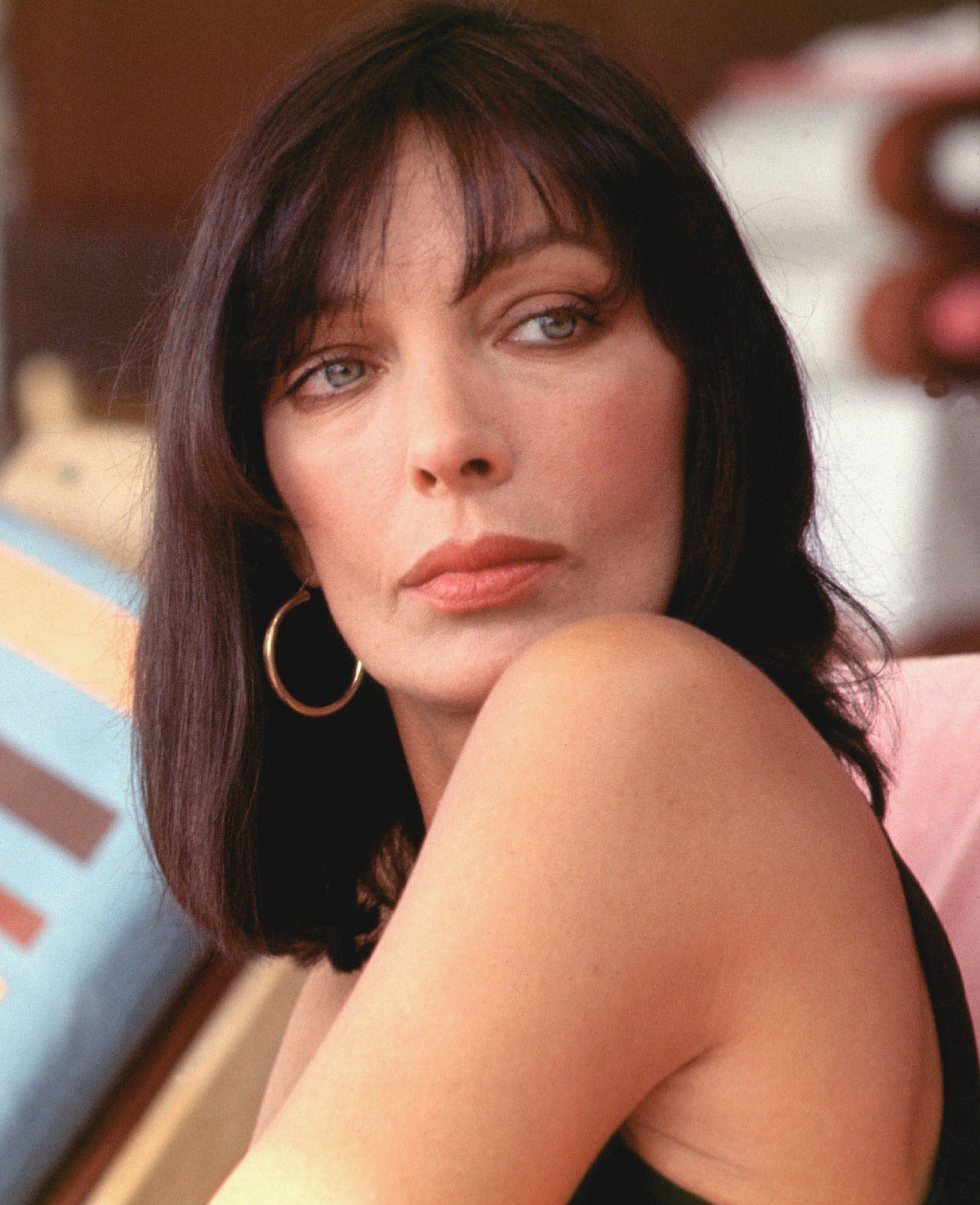
Marie Laforêt († 2019)

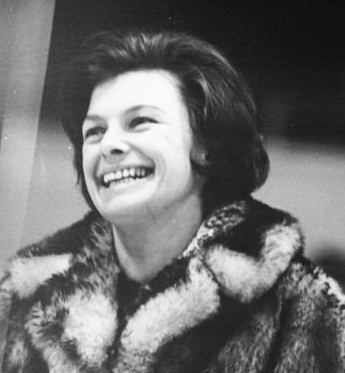
Jutta Müller († 2023)

- 2012: Han Suyin, chinesische Ärztin und Schriftstellerin
- 2012: Pino Rauti, italienischer Politiker
- 2012: János Rózsás, ungarischer Schriftsteller
- 2013: Walt Bellamy, US-amerikanischer Basketballspieler
- 2014: Acker Bilk, britischer Jazzmusiker
- 2014: Hans Detlev Becker, deutscher Journalist, Chefredakteur des Spiegel und Geschäftsführer des Manager Magazins
- 2014: Nikolaus Senn, Schweizer Bankmanager
- 2016: Oleg Popow, russischer Clown und Pantomime
- 2018: Roy Hargrove, US-amerikanischer Jazzmusiker
- 2019: Norbert Eder, deutscher Fußballspieler
- 2019: Marie Laforêt, französische Chanson-Sängerin und Schauspielerin
- 2020: Dietrich Adam, deutscher Schauspieler
- 2020: Rajko Đurić, jugoslawischer bzw. serbischer Autor und Politiker
- 2020: Roy Edwards, US-amerikanischer Politiker
- 2020: Ahmed Laraki, marokkanischer Politiker
- 2021: Raimund Krone, deutscher Schauspieler und Synchronsprecher
- 2021: Alfons Mayer, kanadischer Sportschütze
- 2022: Mauro Forghieri, italienischer Motoren- und Rennwagen-Konstrukteur
- 2022: Michael Möllenbeck, deutscher Leichtathlet
- 2023: Jutta Müller, deutsche Eiskunstläuferin und -trainerin
- 2024ː Janey Godley, britische Komikerin, Schauspielerin und Drehbuchautorin
- 2024ː Heidemarie Schneider, deutsche Schauspielerin

## Feier- und Gedenktage
- Kirchliche Gedenktage
  - Johann Albrecht Bengel, deutscher Theologe und Prälat (evangelisch)
  - Hl. Willebold von Berkheim, Pilger und Schutzpatron (katholisch)
  - Allerseelen (katholisch)
  - Daniel Payne, Lehrer (evangelisch: ELCA, LCMS)
- Staatliche Feier- und Gedenktage
  - Mexiko: Tag der Toten (dritter und letzter Tag)

Weitere Einträge enthält die Liste von Gedenk- und Aktionstagen.